# Plafond de la chapelle Sixtine
Pour les articles homonymes, voir Sixtine.
Le plafond de la chapelle Sixtine comprend principalement une fresque réalisée par Michel-Ange entre 1508 et 1512 et inaugurée par le pape Jules II le 31 octobre 1512 ; c'est un chef-d'œuvre de la peinture de la Renaissance italienne considéré comme l'un des plus importants de l'art occidental. La peinture recouvre l'intégralité du plafond de la chapelle Sixtine construite au Vatican sous le pape Sixte IV, entre 1477 et 1483, pour abriter des cérémonies solennelles, dont les conclaves.
Commandé par le pape Jules II, c'est un énorme défi pour l'artiste qui, en plus de ne pas ressentir la peinture comme un art qui lui est adapté (il s'est toujours déclaré sculpteur), termine la décoration complexe de près de 500 m2 et quelque 350 figures individuelles, en un temps record et presque seul. Œuvre d'un seul homme, comme le comprit le XVIe siècle, c'est aussi la première des grandes peintures de Michel-Ange et le summum du début de sa maturité.
Le cycle des fresques complète, selon l'iconologie chrétienne, expose Les Épisodes de la vie de Jésus et ceux de Moïse, réalisées par plusieurs peintres (dont Botticelli, Ghirlandaio, Le Pérugin, Luca Signorelli et Cosimo Rosselli) dans la chapelle en 1481-1482, à l'époque de Sixte IV ; Michel-Ange peint sur la voûte les histoires de l'humanité « ante legem », c'est-à-dire avant que Dieu n'envoie les tables de la loi à Moïse. Le thème central en est la Genèse. Ces représentations impressionnantes, qui démontrent une parfaite maîtrise de l'anatomie humaine et du mouvement des corps, ont radicalement transformé la peinture occidentale ; la scène de La Création d'Adam a acquis une renommée universelle.

## Histoire

### Projet de Jules II

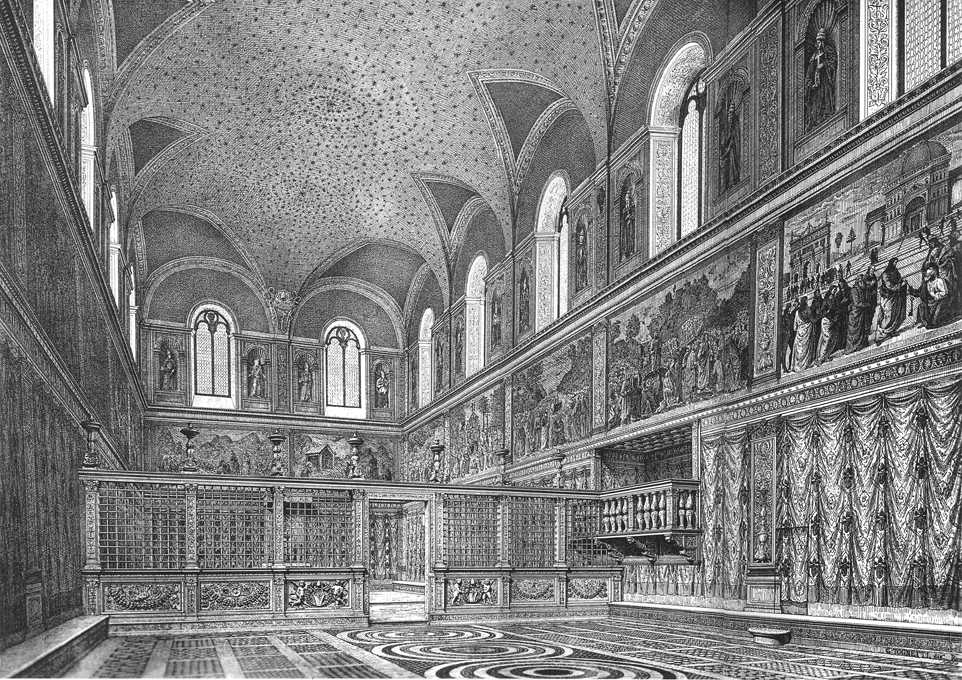
Reconstruction de l'apparence de la chapelle Sixtine avant les interventions de Michel-Ange, estampe du XIXe siècle.

Au printemps 1506, Michel-Ange rompt violemment avec le pape Jules II à l'occasion de la suspension du projet grandiose du tombeau papal, auquel l'artiste a consacré beaucoup d'énergie et pour lequel il conçoit de fortes attentes. Jules II, peut-être conseillé par l'architecte Bramante qui ne cache pas sa rivalité avec Michel-Ange, est alors arrivé à la conclusion que s'occuper de sa propre inhumation est un mauvais présage.
La décoration du plafond de la chapelle Sixtine est commandée par le pape à la personnalité ambitieuse et amateur d'art, mais aussi habile politique, au début de son pontificat, pour remédier aux dégâts causés par la construction de la basilique Saint-Pierre et de la tour Borgia. En mai 1504, l'équilibre de la chapelle est en effet menacé par les travaux voisins : une fissure dans le plafond la rend inutilisable pendant de nombreux mois alors que c'est là que se déroulent les célébrations les plus importantes et les plus solennelles de la cour papale.
La voûte alors en place aurait été ornée à l'époque de son parent et prédécesseur Sixte IV par le dit Maestro dell'Annunciazione Gardner, d'un ciel bleu constellé où de petites boules de cire dorée, collées sur la peinture, représentent les étoiles. Un tel décor, plus simple à réaliser que des fresques à personnages, est fréquent dans les chapelles contemporaines, comme à l'église de l'Arena de Padoue, décorée de fresques par Giotto. Les examens effectués lors des dernières restaurations n’ont toutefois mis à jour aucune trace de bleu.
Le nouveau programme, établi par le pape en 1506, est retardé par les campagnes militaires qu'il entreprend alors pour prendre Pérouse aux Baglioni et Bologne à Bentivoglio, mais aussi par les tergiversations de Michel-Ange. Ce dernier, qui ignore encore la nouvelle proposition, dès qu'il apprend l'interruption des travaux sur le monument sépulcral à la suite des intrigues des artistes de la cour, s'enfuit précipitamment de Rome le 18 avril 1506 pour se réfugier à Florence, où il reste près d'un an, malgré les appels répétés du pontife. Il faut trois brefs apostoliques du pape envoyés à la seigneurie de Florence et l'insistance constante du gonfalonnier Pier Soderini (« Nous ne voulons pas que vous fassiez la guerre au pape et mettiez notre état en danger »), pour que Michel-Ange envisage enfin une réconciliation, profitant du passage du pape à Bologne (1507) qui s'engage dans la campagne militaire contre les Bentivoglio.

### Commission
Michel-Ange prend connaissance du nouveau projet au plus tard le 10 mai 1506, quand il reçoit une lettre du charpentier florentin et maître constructeur Piero di Jacopo Rosselli dans laquelle il est mentionné lors d'un dîner ayant eu lieu quelques jours plus tôt au palais apostolique. À cette occasion, le pape Jules II aurait révélé à Bramante et à d'autres invités son intention de confier à Michel-Ange le repeint de la voûte de la chapelle Sixtine, mais l'architecte d'Urbino aurait répondu en soulevant des doutes sur les capacités réelles du Florentin, peu habile dans l'art de la fresque. Rosselli prend alors la défense de son compatriote Michel-Ange avant de l'avertir et de lui recommander d'accepter la commission. La lettre, qui contredit les rumeurs selon lesquelles Bramante lui-même qui aurait suggéré Michel-Ange au pape, tentant de le discréditer (version approuvée par les biographes de Michel-Ange), témoigne cependant que la rivalité existant effectivement entre les artistes de la cour papale qui, toujours à la recherche de la faveur du pontife, ne veulent pas rater des occasions de s'enrichir en travaillant sur des projets grandioses qui rivalisent les uns avec les autres puisque les fonds, si immenses soient-ils, ne sont pas infinis.
À partir de cette lettre, il est facile d'imaginer les doutes et les difficultés redoutés par Michel-Ange à se lancer dans une œuvre qui ne lui plaît pas, car il n'est pas très habitué à la technique de la fresque : il a en effet pu bien l'observer lors de son apprentissage dans l'atelier du Domenico Ghirlandaio (vers 1487-1488), mais il ne l'a pas pratiquée depuis des années, se considérant comme un sculpteur plutôt que comme un peintre. Finalement, Michel-Ange, toujours ambitieux, décide d'accepter la commission, y voyant l'opportunité de démontrer sa capacité à surmonter ses limites dans une confrontation directe avec les grands maîtres florentins avec lesquels il s'est formé, à commencer par Ghirlandaio.
Tous les indices semblent confirmer la thèse selon laquelle l'artiste a accepté le poste avec moins de réticence que ses biographes (Ascanio Condivi et Giorgio Vasari) ne le laissent imaginer, motivés plutôt par des réactions d'autodéfense dictées par Michel-Ange lui-même, désireux avant tout de se dégager des accusations et des controverses à la suite des retards dans la réalisation du tombeau de Jules II, et de confirmer son propre mythe d'artiste capable de triompher des adversités les plus difficiles.
La mission est officialisée à Rome entre mars et avril 1508 ; dans une note datée du 10 mai de cette même année, Michel-Ange écrit qu'il a obtenu une avance initiale de cinq cents ducats pour l'entreprise, « pour laquelle je commence à travailler aujourd'hui » : il s'agissait certainement de dessins préparatoires, puisque les aides nécessaires à la phase opérationnelle ne sont demandées qu'à l'automne.

### Définition du programme iconographique

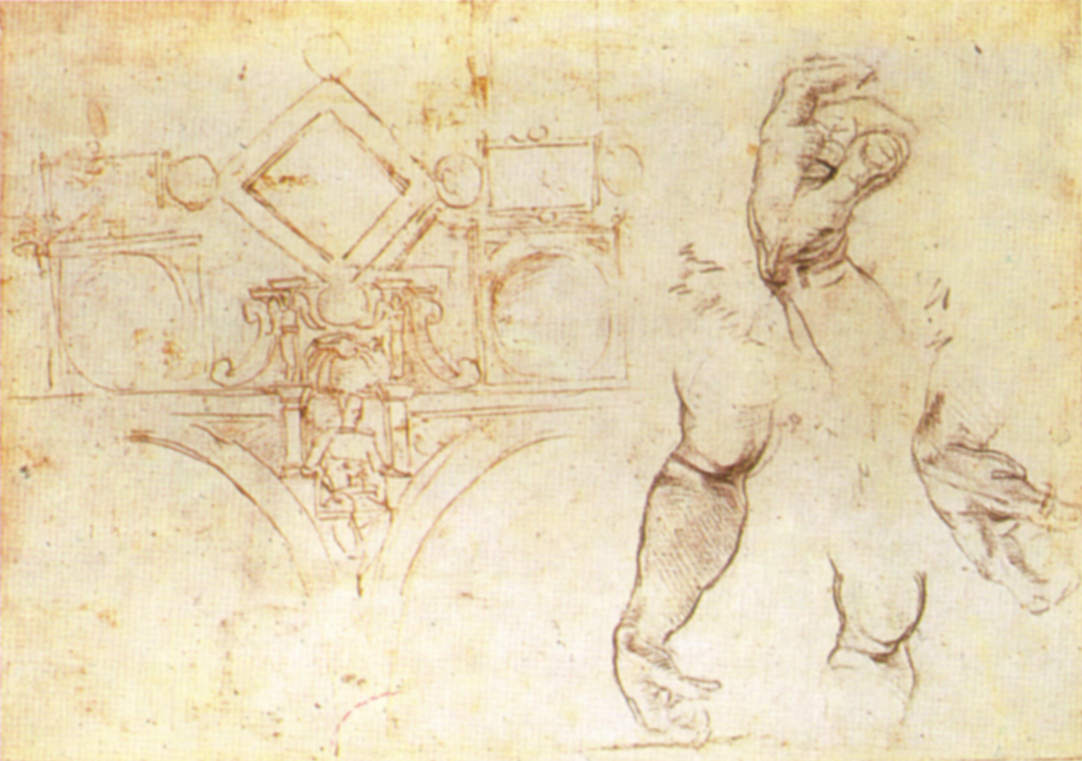
Feuille du British Museum avec le dessin d'un apôtre pour le premier projet de la voûte.

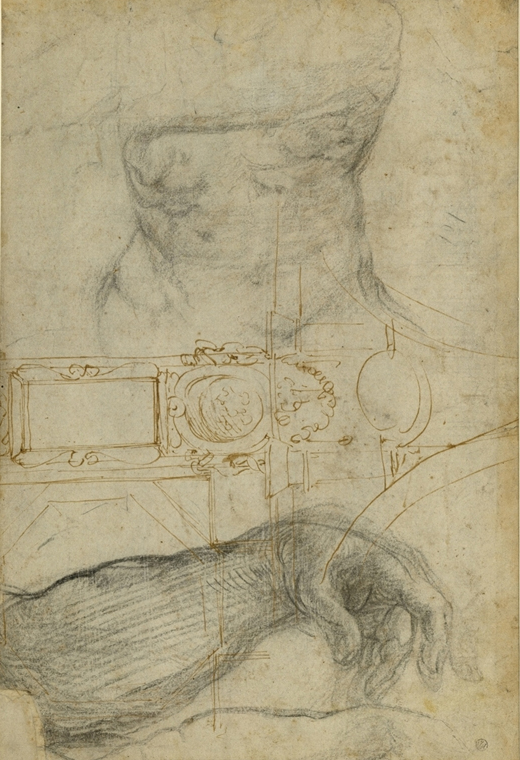
Feuille de Detroit avec le premier projet pour la voûte de la Chapelle Sixtine.

Le projet initial, pour lequel Michel-Ange signe un contrat le 8 mai 1508, grâce à l'intervention de son ami florentin Giuliano da Sangallo, prévoit la représentation des douze apôtres sur les corbeaux de la voûte (où se trouvent aujourd'hui les trônes des Voyants) et avec des décorations géométriques sur le champ central cloisonné. Michel-Ange évoque ce projet plus tard, dans une lettre de 1523 à Gian Francesco Fattucci. Il en reste deux dessins préparatoires, l'un au British Museum et l'autre à Détroit : le premier montre les douze apôtres intronisés dans des niches sur les corbeaux où ensuite les Voyants seront peints à la fresque ; le second présente une étude des niches, qui sont reliées à travers la voûte par un système d'éléments décoratifs, ovales et figures penchées tenant des cadres, qui simulent des arcs transversaux ; entre ces derniers, sont disposés de grands rectangles avec des cadres octogonaux.
L'artiste juge ce sujet trop « pauvre » ; insatisfait (« J'ai dit au pape comment en faisant les Apôtres seuls, il me semblait que j'avais réussi une chose pauvre […] parce qu'ils étaient pauvres aussi »), il élargit le programme iconographique en racontant l'histoire de l'humanité « ante legem » (avant les Tables de la Loi) et en se plaçant ainsi en continuation avec les sujets des fresques sur les murs.
Le projet iconographique complexe, qui ne nous est pas parvenu sous sa forme écrite, ce qui a permis de multiples interprétations, est certainement élaboré avec la collaboration du commanditaire, des conseillers et théologiens de la cour papale, y compris peut-être le cardinal et théologien franciscain Marco Vigerio et le vicaire général, très cultivé, des Augustins Gilles de Viterbe. Les neuf scènes centrales, inspirées du néoplatonisme, représentent les épisodes de la Genèse. Elles commencent par La Séparation de la lumière et des ténèbres et se poursuivent par la célèbre Création d'Adam (où le doigt de Dieu n'effleure juste pas celui de la main tendue d'Adam pour lui donner la vie), suivies de la Tentation et d’autres épisodes.
Les textes des Saintes Écritures qui ont été identifiés comme ayant incontestablement servi de base à la mise en fresque et les résultats de la restauration de Mancinelli en 1992, amènent à penser que Michel-Ange conçoit lui-même la plus grande partie du programme iconique, mais ce point de vue n'est défendu que par une minorité de chercheurs contemporains.
Condivi cite l'Ancien Testament comme source scripturale de la voûte. Les neuf champs du plafond de celle-ci, dont cinq sont de dimension inférieure aux quatre autres, montrent une série d'épisodes de la Genèse jusqu'à l'Ivresse de Noé, les cinq champs de dimension inférieure étant flanqués de dix médaillons présentant d'autres scènes de l'Ancien Testament. Les quatre pendentifs des quatre coins de la voûte renvoient aussi à des sujets de l'Ancien Testament qui traitent de la salvation du peuple juif dans différentes situations de graves dangers (Le Serpent d'Airain, Le Châtiment d'Haman, David et Goliath, Judith et Holopherne). Sept Prophètes et cinq Sibylles sont représentés entre les voûtains des deux côtés longitudinaux, et sur les côtés transversaux, entre les pendentifs d'angle, parmi lesquels figurent, au-dessus du mur de l'autel, à l'extrémité ouest de la voûte, la puissante figure de Jonas et, du côté opposé, un Zacharie un peu moins monumental. Dans les huit voûtains des murs longitudinaux et sur les douze surfaces murales des lunettes, figurent les ancêtres du Christ, tels qu'ils sont énumérés au début de l'Évangile de Matthieu.
Le premier projet est amélioré, avec l'accentuation du motif des arcs et un espace plus grand réservé aux carrés qu'ils marquaient (sans cadres octogonaux), dans lesquels les Histoires sont placées et développées à la place des angelots statiques porteurs de plaques. Avec ses prophètes, sibylles, ignudi, ses registres superposés, c'est aussi une adaptation des idées et des motifs du premier projet du tombeau de Jules II. Le cycle aux perspectives extrêmement complexes, avec des centaines de figures, une profusion de détails décoratifs, s'appuie sur le programme le plus riche, le plus profond, le plus réfléchi jamais conçu. Michel-Ange surmonte sa déception quant à la fresque de Florence abandonnée et au tombeau de Jules II en suspens, en adaptant les figures qu'il a imaginées pour ceux-ci, et parfois dessinées, mais qu'il n'a pas pu utiliser.
Michel-Ange évite les aperçus illusionnistes, déjà utilisés par Melozzo da Forlì, Andrea Mantegna et Bramante, et la partition à l'ancienne, cherchant cependant à mélanger les deux systèmes. La taille de la chapelle empêche le choix d'un point de vue privilégié sur lequel calibrer des vues adaptées, de sorte qu'il n'a qu'à tracer des figures comme si elles étaient frontales, devant l'œil du spectateur, aidé par la forme courbe de la voûte. Cela permet une parfaite unité structurelle et une articulation claire des parties, grâce à la fois aux architectures peintes et aux relations dimensionnelles, gestuelles et rythmiques entre les personnages, en particulier ceux qui ne sont pas impliqués dans les scènes narratives (Ignudi et Voyants).
Les historiens du XXe siècle (Ettlinger, 1965 ; Sinding-Larsen, 1969 ; Verdon, 1992 ; Pappas, 1992 ; Rohlmann, 1995, 1999) mettent l'accent, comme dans l'approche des peintures murales du XVe siècle, sur le primatus papae, c'est-à-dire sur l'autoreprésentation et la légitimation de la papauté romaine par rapport à d'autres institutions internes ou extérieures à l'Église. Cette approche résulte du programme global de la chapelle : les histoires de Moïse et du Christ comme les portraits de papes des fresques murales du XVe siècle, les Ancêtres du Christ et les épisodes de Noé, mettent en œuvre la continuité généalogique des prédécesseurs des papes en remontant jusqu'au Christ et aux patriarches de l'Ancien Testament, généalogie à l'autre bout de laquelle se trouve Jules II lui-même. Les fresques ont donc aussi pour objet le pape et la papauté (Stinger, 1985 ; O'Malley, 1986), comme pour la majorité des grandes commandes pontificales.

### Premières étapes
Dans son roman historique Le Ciel de la chapelle Sixtine, Leon Morell décrit dans le détail, avec vraisemblance, les différentes étapes de la réalisation de la fresque par Michel-Ange.
Les premiers mois sont occupés par la réalisation des dessins préparatoires (croquis et cartons), la construction du pont et la préparation des surfaces, dont le maître Piero Rosselli, auteur de la lettre précitée du 10 mai 1506, s'occupe. Le 10 juin 1508, les travaux ont déjà commencé : le maître de cérémonie papal Paris de Grassis rapporte comment les cérémonies liturgiques de la chapelle sont perturbées par la chute de la poussière causée par les travaux sur la partie haute de la chapelle. Le 27 juillet, Rosselli est intégralement payé.
Pour pouvoir atteindre le plafond, Michel-Ange a besoin d'un échafaudage qui permet la poursuite des activités religieuses et cérémonielles dans la chapelle. Le premier échafaudage, conçu par son rival Bramante, est un échafaudage courbé (suivant les courbes de la voûte) spécial suspendu dans les airs au moyen de cordes. Michel-Ange, qui dans ses lettres et dans les écrits des biographes ne manque pas d'occasions de discréditer et de remettre en question les compétences artistiques de ses rivaux (Bramante et Raphaël en premier lieu), juge la structure inadéquate car elle aurait laissé des trous dans le plafond une fois les travaux terminés, refait complètement l'échafaudage de sa main, en bois.
L'échafaudage reconstruit par Michel-Ange, si loué par Vasari, est en fait basé sur une adaptation d'un système déjà utilisé pour la construction des voûtes : plutôt que de monter du sol, ce qui exigerait une énorme base vu la hauteur de l'édifice, six paires de charpente supportent un échafaudage suspendu « en escalier », s'appuyant sur des tenons fixés à la partie haute des murs, en dessous des lunettes, qui permettent de travailler sur les différentes surfaces en position horizontale, verticale, voire transversale. Condivi note d'une manière polémique, que l'exemple de Michel-Ange « était la cause de l'ouverture des yeux de Bramante et de l'apprentissage de la construction d'un pont ; qui lui a ensuite grandement profité dans la construction de Saint-Pierre ».
Ces installations retrouveront leur utilité lors de la campagne de restauration menée de 1981 à 1989. De plus, selon Mancini, ce système permet de réduire les coûts d'un échafaudage en bois. La structure, qui occupe un tiers de la surface totale du plafond, est démontée puis remontée en trois phases successives. Michel-Ange commence les travaux le 10 mai 1508.

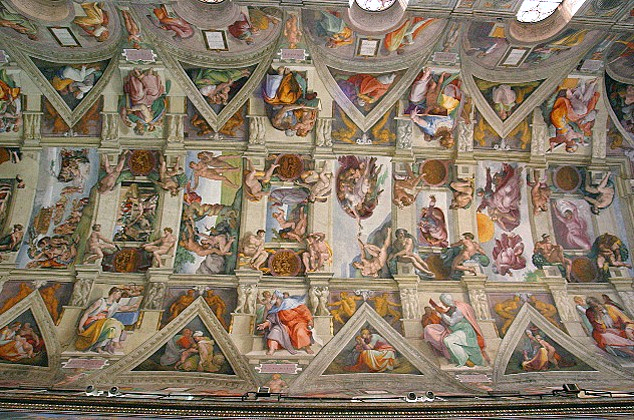
Le plafond de la chapelle Sixtine, une « réalisation artistique sans précédent ».

Dans la pratique, avec cette structure, Michel-Ange résout le problème de la hauteur et de la mobilité, mais pas celui du confort. Si le fait que l'artiste doive travailler allongé est peut-être une légende, ses conditions de travail sont sûrement très dures : le peu de lumière qui filtre à travers les fenêtres et les échafaudages est augmenté par l'éclairage incertain et peu homogène des bougies et des lampes ; il faut retenir la tête en arrière, provoquant « un grand inconfort », à tel point que lorsque Michel-Ange descend « il ne pouvait ni lire ni regarder les dessins que vers le haut, ce qui durait plusieurs mois ».
Ascanio Condivi, son élève et biographe, rapporte qu'un filet de toile est tendu sous l'échafaudage, afin que les gouttes de plâtre et de peinture ne tombent pas au sol. Un mythe très répandu veut que Michel-Ange ait peint allongé sur le dos, comme le figure Charlton Heston dans le film L'Extase et l'Agonie, de Carol Reed en 1965. En réalité, il travaillait debout, peignant au-dessus de sa tête les bras en l'air et la tête basculée vers l’arrière, ce qui explique qu'il souffrait de crampes, de spasmes musculaires et de maux de tête. Il le décrit dans un sonnet assez humoristique écrit en 1510, accompagné d'un croquis :

« À travailler tordu j’ai attrapé un goitre […]

Et j’ai le ventre, à force, collé au menton.

Ma barbe pointe vers le ciel, je sens ma nuque

Sur mon dos, j’ai une poitrine de harpie,

Et la peinture qui dégouline sans cesse

Sur mon visage en fait un riche pavement.

Mes lombes sont allés se fourrer dans ma panse,

Faisant par contrepoids de mon cul une croupe 

Chevaline et je déambule à l’aveuglette. »

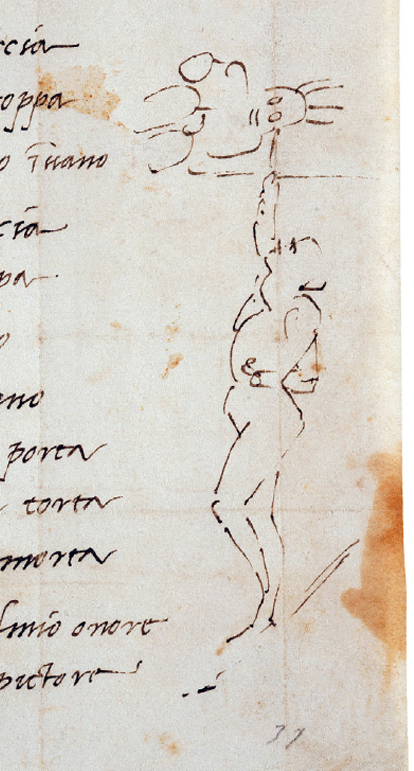
Michel-Ange se représentant en train de peindre le plafond de la Sixtine.

Entre fin août et début septembre 1508, Michel-Ange fait venir des aides de Florence, dont son ami Francesco Granacci, Giuliano Bugiardini, Aristotile da Sangallo et d'autres dont les noms ne sont cités qu'à cette occasion, listés par Vasari : ce sont des aides des ateliers florentins de Ghirlandaio ou Cosimo Rosselli. Selon l'historien d'Arezzo, Michel-Ange a des désaccords avec eux parce qu'il n'est pas satisfait de leur travail, les renvoyant brusquement. En réalité, il semble que, si un certain Jacopo di Sandro quitte Rome agacé en janvier 1509, d'autres arrivent plus tard, comme Jacopo di Lazzaro dit Jacopo Torni, tandis que, d'après la correspondance et Les Mémoires de Michel-Ange, il semble que Bastiano da Sangallo soit resté pour l'aider sur l'architecture et la perspective. De plus, avec certains d'entre eux, comme Bugiardini et Granacci, l'artiste entretient de bonnes relations même après coup, impensables si le récit de Vasari sur « l'expulsion » est véridique. Des études stylistiques ont révélé la présence d'interventions collaboratives au moins jusqu'en janvier 1511, après quoi l'artiste semble avoir continué seul. En tout cas, ils travaillent en subordination absolue à Michel-Ange, sans liberté d'action par rapport aux scènes à représenter, avec des dessins très détaillés à suivre. À partir des scènes du Péché originel et l'expulsion du paradis terrestre et de La Création d'Ève, le nombre de jours est réduit drastiquement (de douze/treize à quatre) et l'Ignudi est peint en premier, au lieu d'être réalisé après les scènes centrales : ce sont des signes évidents de la réduction des aides. À ce moment-là, l'aide florentine doit être partie, laissant la place à d'autres dédiés à des tâches plus modestes comme la préparation des couleurs et des plâtres. Il semblerait que Michel-Ange ne garde avec lui qu'un apprenti, qui confectionne ses couleurs, et un maçon, qui prépare les enduits des fresques sur lesquels il applique des tonalités acides (violine, jaune citron, vert menthe…).
L'œuvre, en soi épuisante, est aggravée par l'insatisfaction typique de l'artiste envers lui-même, par les demandes constantes d'aide des membres de sa famille, par les visites intempestives du pape, par les paiements partiels dus à la lenteur du chantier, et aussi par le sentiment de s'être aventuré dans une entreprise dans laquelle il n'est pas suffisamment expérimenté, qui le conduisent à un profond mécontentement qu'il manifeste dans une lettre à son père datée du 27 janvier 1509 : « C'est là la difficulté de mon travail, et aussi le fait que ce n'est pas mon métier. En attendant je perds mon temps sans profit. Que Dieu me vienne en aide »,.
Les premières étapes de la décoration sont également rendues difficiles par des problèmes techniques, liés à l'apparition de moisissures, évoquées par Condivi et Vasari et éprouvées à l'occasion de la restauration : en pratique Michel-Ange a utilisé un mortier de chaux et de pouzzolane trop aqueux, à la place de l'habituel enduit fait de chaux et de sable, qui sèche plus lentement mais tient mieux. Pour réparer le problème, Michel-Ange doit enlever le plâtre et recommencer en utilisant un nouveau mélange créé par l'un de ses assistants, Jacopo Torni, sur une suggestion de l'architecte du pape, Giuliano da Sangallo, qui comprend vite - heureusement - que les moisissures proviennent de la chaux utilisée pour l'enduit, qui est trop liquide.

### Découverte partielle en 1510

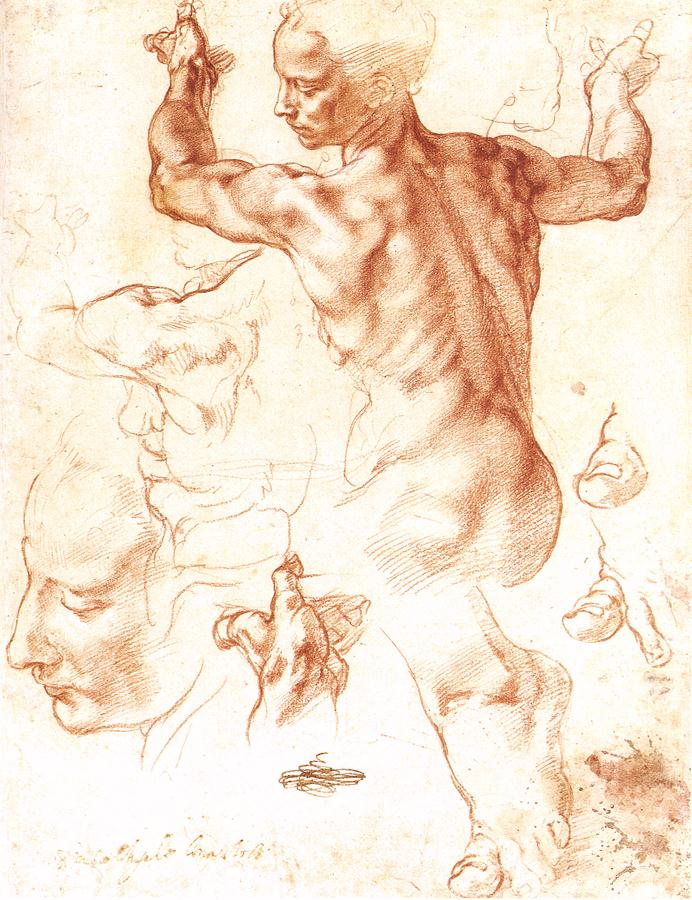
Étude pour la Sibylle libyenne.

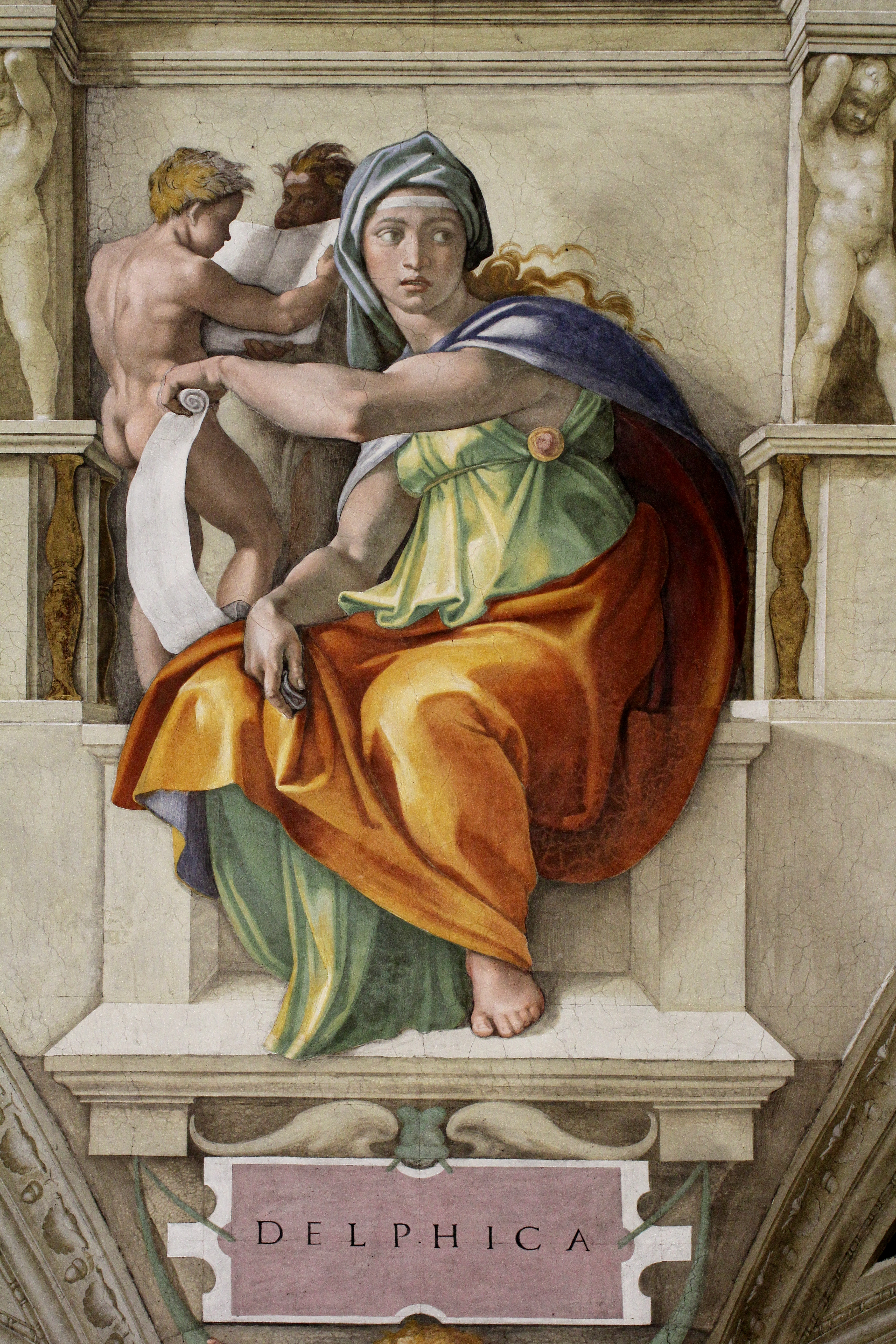
Sibylle de Delphes.

L'échafaudage ne devait couvrir que la moitié de la chapelle : lorsque les travaux de la partie initiale sont terminés, il est donc démonté et reconstruit dans l'autre moitié. À cette occasion, une première observation du résultat est possible.
Des lettres de Michel-Ange datées entre 1509 et 1510 suggèrent un dévoilement imminent du cycle, avec une finition partielle de la porte « jusqu'au milieu de la voûte », donc relatif aux derniers récits de la Genèse par ordre de lecture, ceux avec les trois histoires de Noé, du mur d'entrée jusqu'à la Création d’Ève. Le mois d'août 1510 marque également une période de difficultés économiques pour les caisses papales, sollicitées par la campagne militaire du pape contre les Français : en septembre, Michel-Ange écrit à son père que le pape est loin et ne laisse les ordres à personne, ni de le payer pour la moitié réalisée, ni de lui donner l’avance pour la deuxième partie. Quelques semaines plus tard, Michel-Ange part pour Bologne à la recherche du pape, et y retourne également en décembre, sans pouvoir obtenir ce qu'il veut.
Le 19 septembre 1510, Michel-Ange se résout à enlever son échafaudage pour que le pape, impatient, puisse contempler les grandes compositions occupant le milieu de la voûte ; celui-ci ne revient à Rome qu'en juin 1511. Le Journal du maître de cérémonie Paride Grassi rapporte qu'entre le 14 et le 15 août 1511, fête de l'Assomption (à laquelle la chapelle est consacrée), le pape se rend à la Sixtine « pour voir les peintures nouvellement découvertes ».
L'occasion est précieuse pour Michel-Ange qui peut voir la voûte d'en bas dans son ensemble et sans l'échafaudage. Se rendant compte qu'il a trop encombré les scènes de personnages qui n'ont pas été réalisés à très grande échelle, à peine lisibles des treize mètres qui séparent le plafond du sol, il repense son propre style pour les fresques suivantes : dans le Péché originel et l'expulsion du paradis et dans La Création d'Eve, les représentations sont plus dépouillées, avec des corps plus grands et plus massifs, des gestes simples mais éloquents, accentuant encore la grandeur et l'essentialité des images, raréfiant les références au paysage environnant ; elles sont plus amples et plus simples que dans les trois premières histoires. L'agrandissement est tel que dans la Création d'Eve, la tête de Dieu dépasserait du cadre s'il était représenté droit. L'exécution est désormais plus libre, la palette plus simple. Le changement progressif de l'échelle apparaît dès le début : la Sibylle de Delphes, première figure des pendentifs, est plus grande que le Prophète Joël placé de l'autre côté de L'Ivresse de Noé ; les Ignudi encadrant la troisième histoire sont plus grands que ceux entourant la première. Dans l'ensemble, cependant, les variations stylistiques ne sont pas perceptibles : en effet vue du sol, la voûte a un aspect parfaitement unitaire, également du fait de l'utilisation d'un jeu de couleurs unique et violent, mis en évidence par la restauration achevée en 1994. L'ampleur et l'abandon de détails comme l'emploi de l'or dans les parties décoratives sont aussi le résultat de l'interruption de 1510-1511, qui permet à Michel-Ange d'avoir un regard critique sur son ouvrage.

### Ordre de réalisation des travées
Il est clair que, en raison de la forme de l'échafaudage, la peinture de la voûte va du mur de la porte à celui de l'autel, une travée à la fois étant traitée ; en plus du panneau central, Michel-Ange peint les Voyants, les Ignudi et les voiles et lunettes correspondants. L'hypothèse de Charles de Tolnay selon laquelle Michel-Ange les a réalisés au cours de la dernière année avec un échafaudage spécial semble être dépassée.
Durant la première campagne, Michel-Ange transfère la plupart de ses cartons à l'aide du procédé du poncif, en soufflant de la poussière de charbon de bois à travers les trous qui marquent le tracé. Pendant la seconde étape, pressé par le pape vieillissant qui veut voir l'œuvre achevée avant sa mort, il trace directement les contours dans le plâtre humide avec un style. Dans les années 1980, la lumière rasante utilisée par les restaurateurs met en évidence les petits points charbonneux et les incisions laissés par ces méthodes de travail.

### Fin des travaux

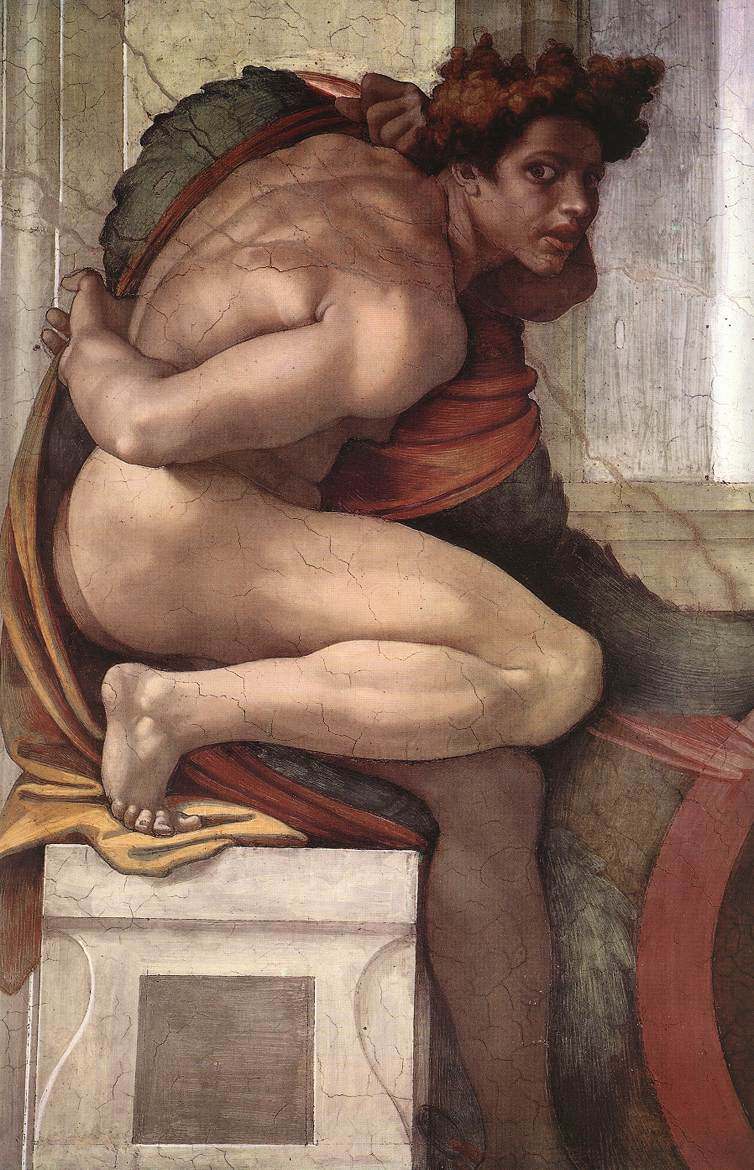
Ignudo.

La dernière année, Jules II devient de plus en plus impatient, forçant Buonarroti à adopter un rythme effréné pour arriver à la conclusion. Les dernières fresques montrent un style plus concis avec quelques détails simplifiés, mais non moins efficace. En octobre 1512, Michel-Ange écrit à son père: « J'ai terminé la chapelle que j'ai peinte : le Pape est très satisfait, et les autres choses ne me succèdent pas comme je l'ai estimé ; incolpone  [sic] qui sont tout à fait contre notre art ».
Toujours selon le journal de De Grassis, à la veille de la Toussaint 1512, le 31 octobre, les fresques sont solennellement découvertes et la chapelle rouvre. Les travaux sont probablement achevés avant le 31 octobre 1512, quand Jules II préside les vêpres solennelles de la Toussaint avant d'y célébrer la messe dès le lendemain.
En observant les fresques, l'artiste et le commanditaire décident de les terminer avec l'ajout de finitions sèches (pour les draperies et autres détails) et de dorures, qui n'ont jamais été réalisées, soit en raison du remontage encombrant de l'échafaudage, soit parce qu'elles n'étaient pas strictement nécessaires. Vasari rapporte un échange de propos sur le sujet entre le pape Jules II et Michel-Ange : « le pape, voyant Michel-Ange, lui dit souvent : « que la chapelle s'enrichisse de couleurs et d'or, car elle est pauvre ». Michel-Ange répondit avec domesticité: « Saint-Père, à cette époque les hommes ne portaient pas d'or, et ceux qui sont peints n'étaient jamais trop riches, mais des hommes saints, parce qu'il gaspillait les richesses » ».
En fin de compte, on peut dire que le défi difficile est pleinement réussi, au-delà de toutes les attentes. Les jugements sur le résultat sont aussitôt enthousiastes. Vasari loue le naturel dans l'organisation des figures humaines, la virtuosité de la perspective, l'intensité spirituelle, l'agilité du dessin.
Tous les artistes présents à Rome vont voir le travail incroyable réalisé par Michel-Ange. Parmi eux, Raphaël, qui a décidé de représenter Buonarroti (avec son propre style) dans la figure d'Héraclite parmi les philosophes au premier plan de l'École d'Athènes, Perin del Vaga, Pontormo, Rosso Fiorentino, Domenico Beccafumi. Cependant, les critiques ne tardent pas, bien avant celles adressées au Jugement dernier, surtout à l'époque du pape « batave » Adrien VI qui, comme le rappelle Vasari, « avait déjà manifesté[…] (peut-être pour imiter les pontifes des époques précitées) la volonté de jeter bas la chapelle du divin Michel-Ange, disant qu'elle était un bain d'hommes nus. Méprisant toutes les peintures et statues de qualité comme choses lascives, il les traitait de honteuses abominations ».

### Événements ultérieurs
En 1534, Michel-Ange retourne travailler dans la Sixtine avec une autre entreprise colossale, le Jugement dernier, qui occupe tout le mur derrière l'autel. Pour y parvenir, deux œuvres du XVe siècle sont sacrifiées, l'Assomption du Pérugin et deux lunettes du plafond de Michel-Ange.
En 1543, un « nettoyeur » officiel des fresques de la Sixtine est nommé et en 1565, à la suite d'un affaissement, les premières interventions de restauration sont effectuées. Des interventions ont lieu à nouveau en 1625, 1710, 1903-1905 et 1935-1936. À l'occasion de l'un de ces travaux, vraisemblablement celui de 1710, une peinture à base de colle animale est étalée sur la voûte, qui finit bientôt par brunir gravement tout le cycle, également compromis par les infiltrations d'eau, la fumée de bougie et d'autres causes.
En 1797, une explosion au château Saint-Ange détruit une partie du ciel du Déluge et le corps du vingtième Ignudo.
Au fil du temps, les évaluations de la qualité de Michel-Ange en tant que « grand coloriste » sont influencées par la saleté, conduisant à parler de « monotonie du marbre », inspirée par la sculpture, et d'un artiste « sombre ». En réalité, comme le montre la restauration achevée en 1994, les couleurs sont cristallines et joyeuses, d'une avance impressionnante par rapport aux meilleurs peintres du maniérisme.

## Architecture et composition

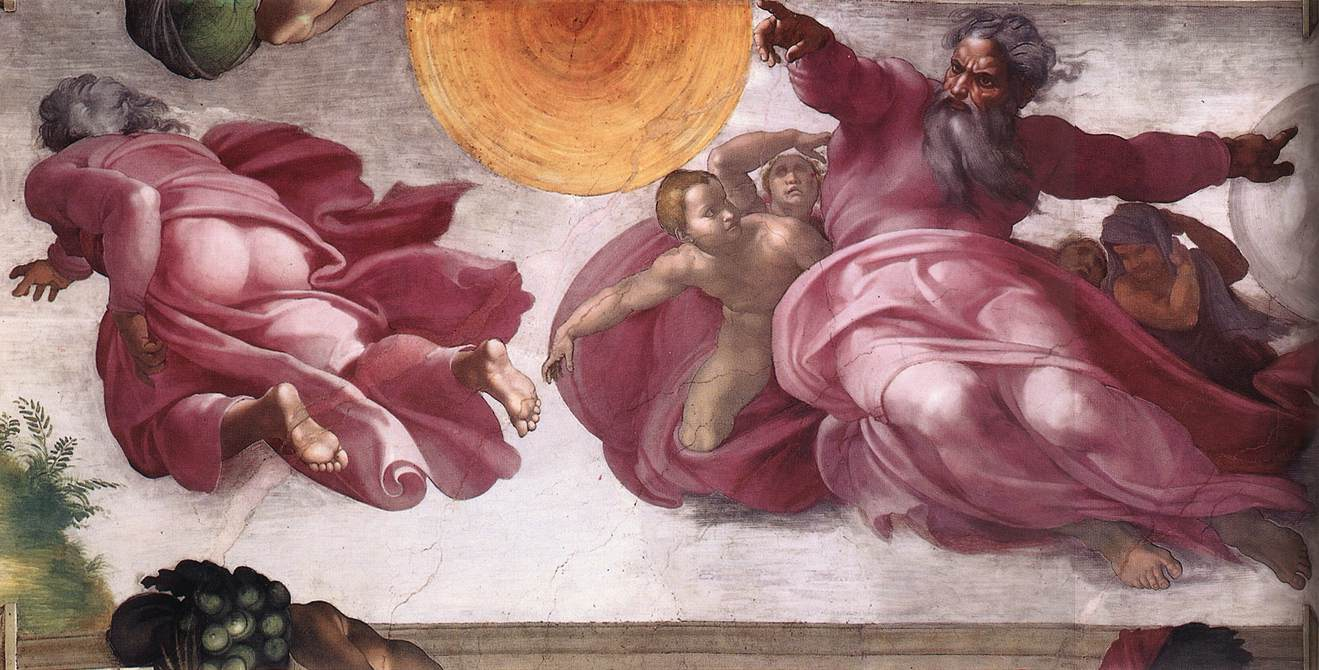
Création des étoiles et des plantes.

La chapelle Sixtine mesure 40,5 m de long sur 14 mètres de large ; sa voûte, en berceau peu marqué, s'élève à 20 mètres et déploie une surface de 1 000 m2. Son jeu complexe de voussures n'était pas censé recevoir une composition aussi élaborée.
La voûte se structure en six lunettes (ou demi-lunes) verticales, situées au-dessus des fenêtres latérales qui s'ouvrent dans la longueur en mordant sur la voûte. Des pendentifs les séparent et définissent des intrados triangulaires et concaves au-dessus des lunettes. Au-dessus des pendentifs, la voûte se fait presque plate.
Sur cette base, Michel-Ange conçoit une architecture en trompe-l’œil qui sert de structure aux arcs de travertin rejoignant les pendentifs. En faisant courir deux corniches, l'une en haut des lunettes et l'autre à la pointe des intrados, il obtient cinq paires de nervures peintes allant d'un côté à l'autre, avec cinq petits et quatre grands rectangles qu'il orne des scènes de l'Ancien testament. Ce procédé traduit l'influence de Melozzo da Forlì.
Il décore tout le registre supérieur des murs avec seize lunettes (dont deux ont été détruites pour faire place au Jugement dernier en 1537-1541) qui encadrent les arcades des fenêtres et qui sont situées au-dessus de la série de portraits des premiers papes dans des niches (travail de fresquistes du XVe siècle) sur les côtés des fenêtres.
La voûte elle-même est principalement composée de huit voûtains au-dessus des lunettes des grands côtés et de quatre pendentifs, aux angles, sur les lunettes des côtés les plus courts et aux extrémités des côtés les plus longs. Voiles et lunettes présentent les quarante générations des Ancêtres du Christ, tirées de l'Évangile selon Matthieu.
Sur les côtés des voûtains, les trônes des Voyants et sibylles sont représentés à l'intérieur d'un faux plan architectural qui comprend des semelles avec des chérubins monochromes présentés comme des cariatides et, dans les espaces triangulaires sur les côtés des extrémités des voiles, des paires de nus en bronze ; dans la partie inférieure des pendentifs, sous la base hypothétique sur laquelle reposent les trônes, des putti tiennent des plaques avec leurs noms, disposé sur des surfaces courbes qui se terminent sur les côtés des lunettes. Toutes ces représentations de nus (putti, Ignudi, nus de bronze) remplissent le cadre architectoniques de figures supplémentaires qui ont vraisemblablement un caractère plutôt ornemental.
Du point de vue artistique, les possibilités offertes par les figures assises des Ignudi fascinent le peintre. Elles ne répondent pas aux mêmes règles de perspective que le cadre architectural qu'elles occupent ; elles servent de lien entre le trompe-l'œil du cadre et la frontalité des histoires, ainsi que d'échelle intermédiaire entre les figures des pendentifs et celles des histoires. Elles interviennent aussi dans l'augmentation de l'échelle vers l'autel.
Un grand nombre de glands et de rameaux de chêne liés en touffes foisonnantes apparaissent tels un letmotiv dans la fresque, associés à quelques Ignudi ou qui remplissent parfois les surfaces attenantes aux médaillons. Des centaines de glands stylisés ornent aussi les encadrements de marbre en trompe-l'œil des voûtains et des pendentifs. Ces glands et feuilles de chêne sont une allusion notoire au commanditaire, Jules II, et plus particulièrement à son nom de famille della Rovere. Le décor à fresque commandé en 1481 par Sixte IV, l'oncle de Jules II, présentait déjà occasionnellement la même référence symbolique à la famille du pape, tradition reprise par son neveu. Vasari voit dans cet arrangement de glands et de feuilles de chêne partiellement dorés une référence à l'âge d'or qui aurait débuté sous le pontificat de Jules II. Cette référence à un âge idéal de l'Antiquité est par ailleurs une idée très en vogue au sein de la papauté romaine.
La bande centrale de la voûte est remplie de neuf Histoires de la Genèse, encadrées par la continuation des structures architecturales aux côtés des trônes, sur lesquels de jeunes gens « nus » sont assis, tenant des couronnes avec des feuilles de chêne, une allusion à la famille du pape Della Rovere. Pour augmenter la variété de la représentation, les panneaux centraux sont de taille variable : des scènes qui occupent tout l'espace entre les piliers alternent avec des panneaux plus petits, encadrés de médaillons en bronze monochromes avec des histoires de l'Ancien Testament. Chaque espace mineur est ainsi entouré de deux paires de nus et de deux médaillons.
Les différents éléments sont sans cesse liés au sein d'un parti architectural complexe, qui révèle les incontestables capacités de Michel-Ange également dans le domaine architectural, destinées à se révéler pleinement dans les dernières décennies de son activité. Il a été noté que, si l'architecture de la voûte était réellement construite, elle serait très saillante et menaçante, surtout par rapport à l'ornementation du XVe siècle en dessous qui vise plutôt à enfoncer le mur vers l'extérieur. Michel-Ange obtient ainsi l'effet d'un poids titanesque, chargé cependant sur les minces pilastres peints des registres sous-jacents, qui pèse sur le spectateur, menaçant de tomber, au nom d'une représentation picturale tendue et totale dans laquelle le spectateur ressent un sentiment inconscient de danger pour l'entité surhumaine des efforts en cours.

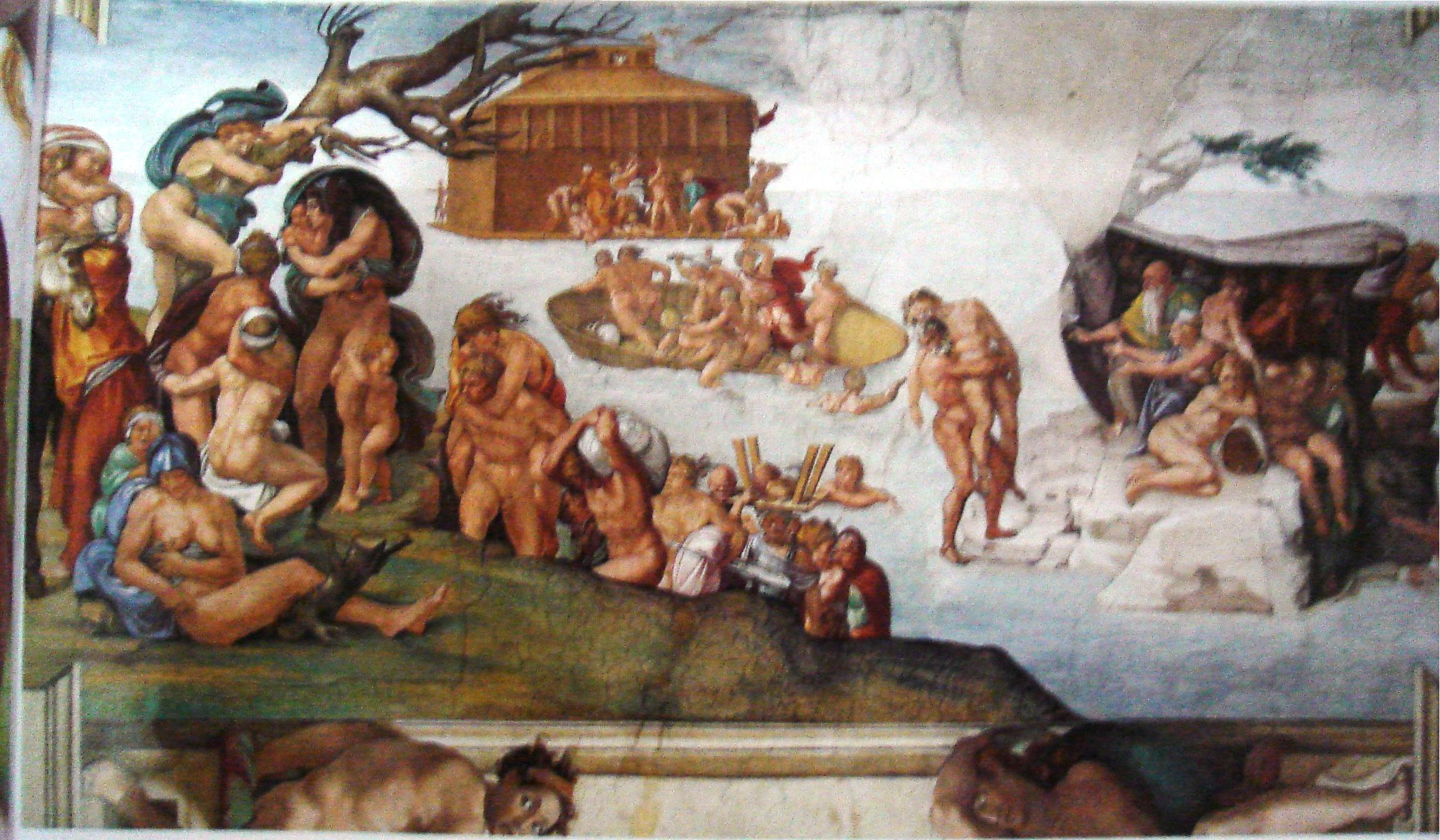
Le Déluge.

La scène la plus importante du point de vue de l'iconographie, La séparation de la lumière et des ténèbres, qui occupe le petit champ juste au-dessus de l'autel, est peinte en dernier ou peu s'en faut. Le récit biblique est un peu bouleversé pour placer la scène complexe du Déluge dans un grand champ et pour obtenir une ascension spirituelle progressive du fond de l'avilissement de l'homme jusqu'à l'ultime splendeur de Dieu. La rupture dans le récit correspond à la division d'origine de la chapelle en deux parties égales par une clôture et par le dessin de la mosaïque au sol (une nef pour les laïcs et un presbytère pour le clergé), mais le déplacement de la clôture pour réduire la nef et agrandir le presbytère a fait disparaître le sens de cette division.
L'utilisation d'une palette brillante, riche en couleurs irisées qui facilitent la distinction, même à une grande distance, de chaque détail, facilite la lecture claire de chaque élément.

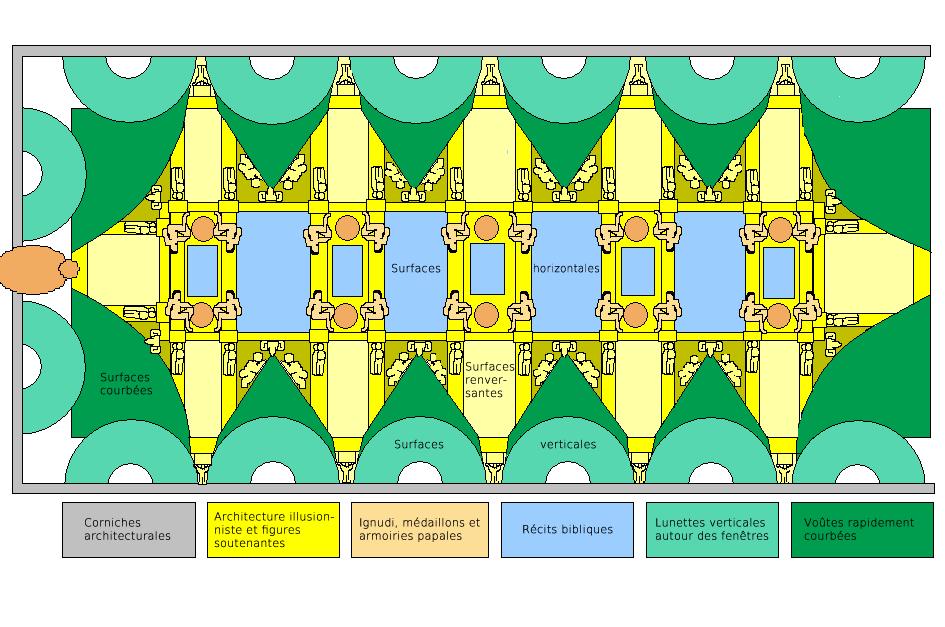
Plan des éléments architecturaux.

## Iconographie
Le choix du sujet est conditionné par les deux séries de fresques, peintes en 1481-1482 au bas des murs, qui illustrent la vie de Moïse et celle du Christ et établissent un parallèle entre l'Ancienne et la Nouvelle Loi : le choix doit se porter sur des scènes du monde avant la loi mosaïque, en commençant par la Création.
Le thème général des fresques de la voûte est le mystère de la création par Dieu, qui atteint son apogée dans celle de l'homme à son image et à sa ressemblance. Avec l'incarnation du Christ, en plus de racheter l'humanité du péché originel, l'accomplissement parfait et ultime de la création divine est atteint, élevant encore plus l'homme vers Dieu. En ce sens, la célébration par Michel-Ange de la beauté du corps humain nu apparaît plus claire.
Le thème iconographique de la chapelle Sixtine résume le salut de l’humanité, offert par Dieu en la personne de son fils Jésus. L’ancienne alliance, passée entre Dieu et le peuple d’Israël par l’entremise de Moïse, et la nouvelle alliance, passée entre Dieu et l’humanité tout entière à travers le Christ, sont représentées sur les murs latéraux de la chapelle. La partie centrale du plafond représente la Création, le Paradis terrestre puis la chute de l’humanité, Adam et Ève et le péché originel, qui rompt l'alliance entre Dieu et l'humanité. Entourant ce thème central, les prophètes et les sybilles rappellent constamment que Dieu n'a jamais abandonné les hommes, mais qu'il leur offre le salut. Tout autour est illustrée la lignée qui, d’Adam au roi David, mène à Jésus-Christ, sauveur de l’humanité : rappel du plan divin qui, dès l'expulsion du Paradis terrestre, inclut la possibilité du salut.

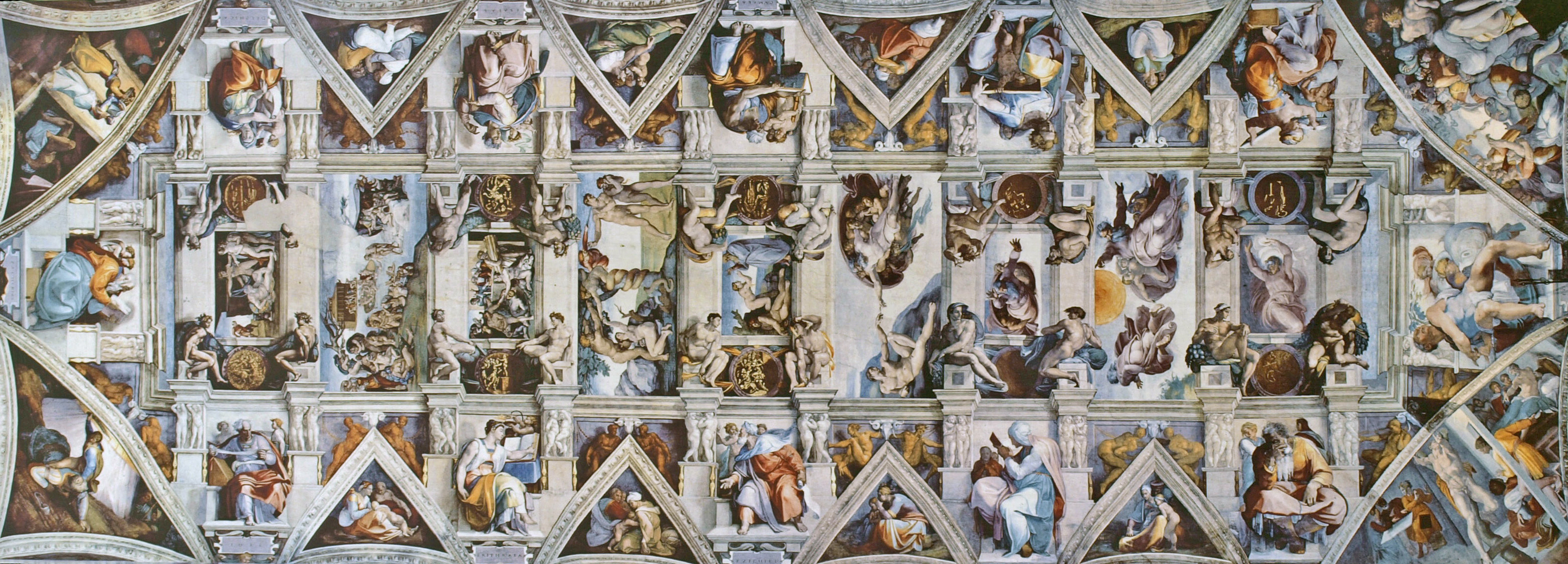
Vue d'ensemble du plafond.

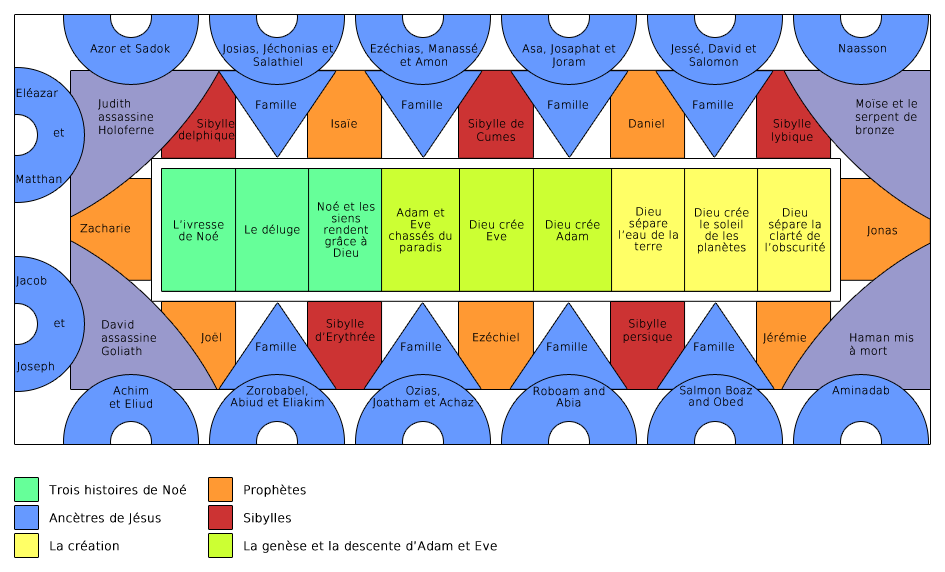
Schéma des éléments iconographiques.

La voûte célèbre la concordance entre l'Ancien et le Nouveau Testament, où le premier préfigure le second, et la prédiction de la venue du Christ en hébreu (avec les prophètes) et païen (avec les sibylles).

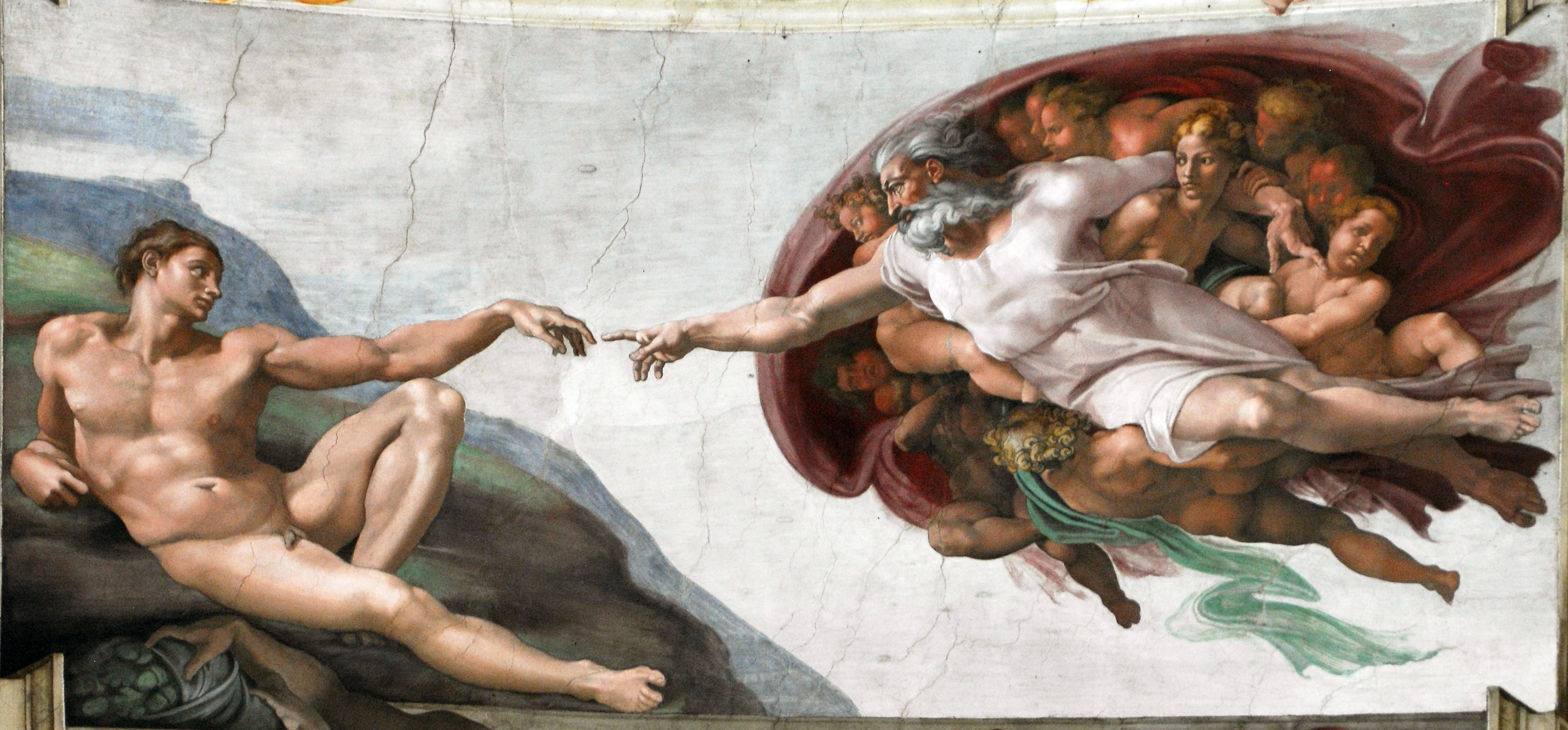
La Création d’Adam.

Le Cinquecento se passionne pour l’humanisme, et pas plus Jules II que Michel-Ange ne sont étrangers à cette passion pour l’Homme. On peut voir, dans le David de Michel-Ange, le symbole de la république florentine, frondeuse, fragile, mais invaincue ; toutefois c’est aussi - et surtout - la représentation de l’avènement de l’Homme, faillible certes, mais indomptable face à la puissance spirituelle de l’Église et au pouvoir temporel d’une féodalité dont le déclin s'amorce alors. Cette vision humaniste n’est pas incompatible avec la doctrine de l’Église, qui considère l’Homme comme un être faillible et pécheur devant rechercher son salut. Les deux visions divergent quant à la voie de ce salut : pour la doctrine catholique, il n’est point de salut hors de l’Église, intermédiaire indispensable, alors que pour l’humanisme un contact direct avec Dieu s'avère possible. Avec la Création d’Adam - scène centrale du plafond - Michel-Ange résume cet idéal humaniste d'un lien direct entre l’Homme et Dieu.

### Neuf scènes de la Genèse
Michel-Ange, en peignant les Scènes de la Genèse, inverse l'ordre chronologique des événements : il commence par l'Ivresse de Noé pour arriver à la représentation de l'Être suprême. En cela, il suit un chemin philosophico-théologique qui remonte au néoplatonisme pour lequel l'ascension de l'âme vers le divin part de la doctrine juive et chrétienne. Giulio Carlo Argan rapporte les propos du savant Charles de Tolnay : « Le divin apparaît d'abord esquissé sous la forme imparfaite de l'homme emprisonné dans le corps (Noé) puis prend progressivement une forme de plus en plus parfaite jusqu'à devenir un être cosmique [. . . ]. Il a voulu superposer un nouveau sens au sens biblique de son œuvre, une interprétation platonicienne de la Genèse ».
Le long de la partie centrale du plafond, Michel-Ange représente neuf scènes du livre de la Genèse, le premier livre de la Bible. Les neuf compositions centrales se divisent en trois sections :
- la première montre la création du monde (Dieu créant les cieux et la terre), illustrant la partie de la Genèse qui n'est pas encore grevée par la peccabilité de l'homme,
- la seconde dépeint la création du premier homme et de la première femme, Adam et Ève, ainsi que leur désobéissance à Dieu et l'expulsion consécutive du jardin d'Éden,
- la troisième montre le sort de l'humanité après la chute, représenté par l’histoire de Noé[18].

S'ils sont perçus comme formant trois groupes, les tableaux, dans chacune des trois unités, renvoient vers un autre, comme c'était l'habitude dans les peintures médiévales et les vitraux. Les trois sections de la création, de la chute et du destin de l'humanité apparaissent dans l'ordre inverse, lorsqu'elles sont regardées à partir de l'entrée de la chapelle. Cependant, chaque scène est à considérer en regardant vers l'autel, ce qui n'est pas évident lorsqu'on regarde une reproduction du plafond, mais s'explique lorsque l'observateur regarde vers le haut en direction de la voûte. Paoletti et Radke suggèrent que cette progression inversée symbolise un retour à un état de grâce. Les trois sections sont toutefois généralement décrites dans l'ordre de la chronologie biblique.
La création du monde représente successivement la séparation de la lumière et des ténèbres, la création des planètes (dont le Soleil, la Lune et la Terre), et la séparation des eaux d'avec la terre. Ces trois scènes, les premières dans l’ordre chronologique du récit biblique, ont été réalisées en dernier et s'avèrent les plus dynamiques. Vasari souligne, dans Le Vite, que « Michel-Ange dépeint Dieu séparant la lumière des ténèbres, le montrant dans toute Sa majesté, flottant avec ses bras ouverts en une révélation de Son amour et de Son pouvoir créateur. »
La section centrale montre, en trois images fortes, l’histoire d’Adam et Ève : la création d’Adam, celle d’Ève qui sort de la côte d’Adam endormi, et l’expulsion du Paradis terrestre. La Création d'Ève marque la fin de la première partie de la voûte ; les fresques suivantes sont plus simples et plus grandioses ; ce sont aussi des représentations picturales entièrement nouvelles des premières lignes de la Genèse. Les quatre dernières scènes, au-dessus du chœur de la chapelle illustrent le monde avant le péché originel.
Noé marque la césure importante dans l'histoire du Salut, car c'est avec lui que Dieu conclut l'Ancienne Alliance qui devait perdurer jusqu'à l'avènement du Christ.
Pour l'interprétation néoplatonicienne de Tolnay, il est nécessaire d'analyser les fresques en commençant par l'Ivresse de Noé dans la mesure où l'histoire de Noé, d'un côté, et l'acte de la Création de Dieu, de l'autre, marqueraient les points de départ et d'arrivée de la deificatio et de l'ascension de l'état corporel vers l'état spirituel.
Les contemporains de Michel-Ange ont immédiatement reconnu dans ces fresques un chef-d’œuvre ; Vasari écrit « c’est une figure [Adam] dont la beauté, la pose et les contours sont tels qu’ils semblent être issus de cet instant même où Dieu créa Adam et de la main du Créateur suprême lui-même plutôt que du dessin et de la brosse d’un mortel. »
Le choix des épisodes des neuf panneaux centraux a peut-être été inspiré (selon E. Steinmann) des douze « prophéties » chantées par le chœur de la chapelle le Samedi saint.

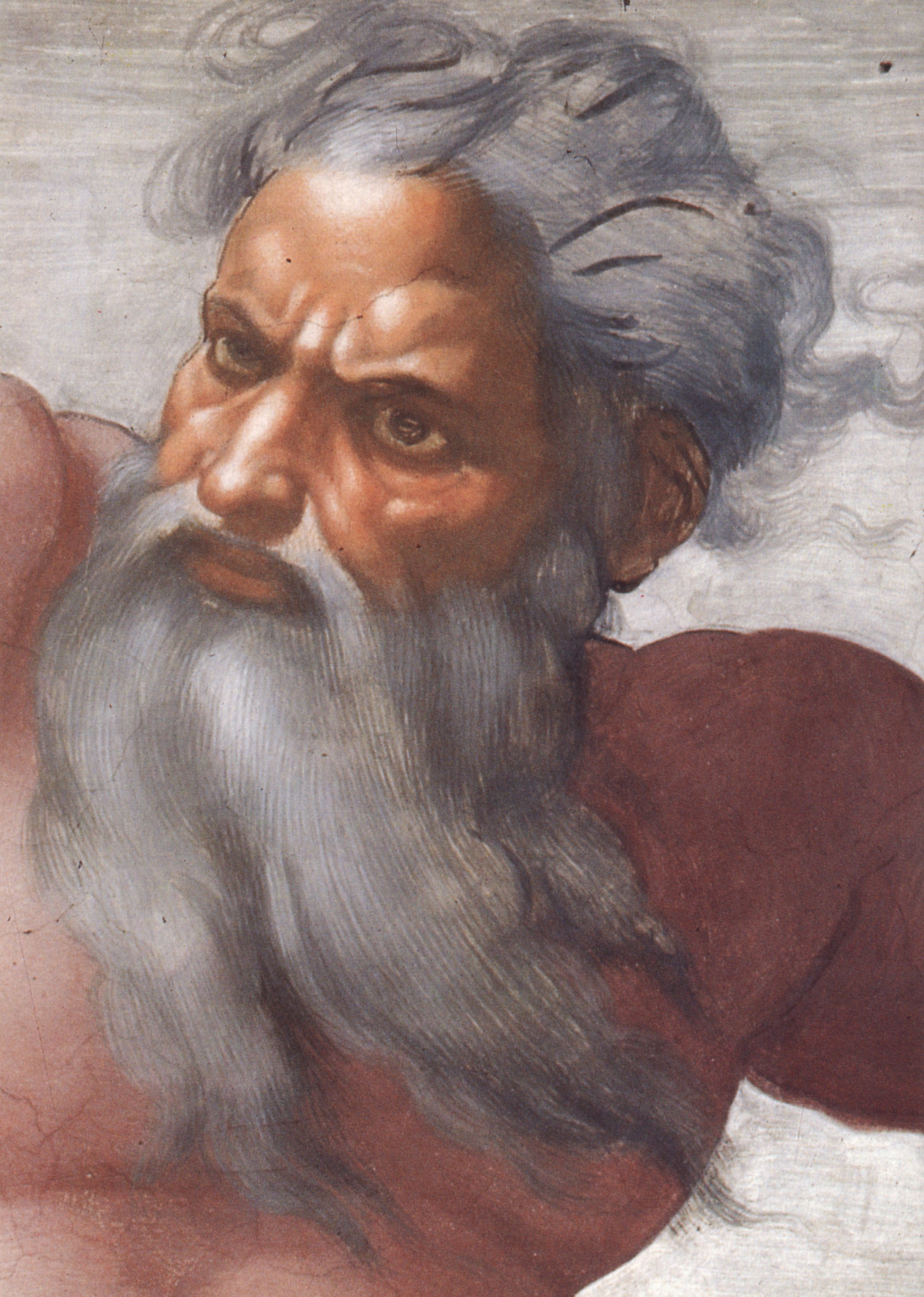
Détail du visage de Dieu.

Les scènes, de l'autel vers la porte principale, sont ordonnées comme suit :
- La Séparation de la lumière et des ténèbres (Genèse1, 1-5)
- La Création du soleil, de la lune et des plantes (Genèse 1,11-19)
- La Séparation des terres et des eaux (Genèse 1, 19-10)
- La Création d'Adam (Genèse 1, 26-27)
- La Création d'Ève (Genèse 2, 18-25)
- Le Péché originel et l'expulsion du Paradis terrestre (Genèse 3, 1-13, 22-24)
- Le Sacrifice de Noé (Genèse, 8, 15-20)
- Le Déluge (Genèse 6, 5-8, 20)
- L'Ivresse de Noé (Genèse 9, 20-27)

Ils doivent également être lus comme une préfiguration du Nouveau Testament, comme le suggère la présence des Voyants : par exemple, l'Ivresse de Noé préfigure le Christ aux outrages, le Déluge, le Baptême, le Sacrifice de Noé, la Passion et ainsi de suite jusqu'à la Séparation de la lumière des ténèbres symbolisant le Jugement dernier.
Les trois peintures de la Création montrent des scènes du premier chapitre de la Genèse, qui relate que Dieu crée la terre et tout ce qui s'y trouve en six jours et se repose le septième jour. Dans la première scène, le premier jour de la création, Dieu crée la lumière et sépare la lumière des ténèbres. Chronologiquement, la scène suivante se déroule dans le troisième panneau, qui traite du deuxième jour : Dieu sépare les eaux des cieux. Dans le panneau central, le plus grand des trois, il y a deux représentations de Dieu. Le troisième jour, Dieu crée la terre et fait pousser les plantes. Le quatrième jour, Dieu met le soleil et la lune en place pour régir la nuit et le jour, l'heure et les saisons de l'année. Selon la Genèse, le cinquième jour, Dieu créé les oiseaux, les poissons et les créatures des profondeurs, sans que cela ne soit présenté. La création des créatures terrestres, le sixième jour, n'y est pas présentée.
La Création d'Adam est l’une des plus célèbres parmi les fresques des grandes voûtes de la Chapelle Sixtine par Michel-Ange et se trouve à côté d’une pièce similaire, La Création d’Ève, ainsi que d’une autre scène majeure, la Séparation des terres et des eaux.
La représentation d’Adam par Michel-Ange est assez différente des autres travaux précédents figurant La Création. Dans cette image, Dieu et Adam se font face, Dieu flottant dans le ciel, entouré par des personnages angéliques et d’un manteau fluide agité par le vent. Plusieurs personnes ont remarqué que le manteau rouge qui entoure les personnages célestes ressemble soit à un cerveau, soit à un utérus, et il est possible, considérant les connaissances anatomiques de Michel-Ange, que ce soit délibéré et symbolique des concepts de création et de fertilité.
Même si Michel-Ange montre peu de dépendance à l'égard de sources et de modèles, des correspondances convaincantes existent avec les deux éditions illustrées de la Bible Malermienne (1490 et 1493) et les reliefs de Jacopo della Quercia à la basilique San Petronio de Bologne. Il apparaît que Michel-Ange, surtout à la fin de son travail sur les fresques, c'est-à-dire avec la création des trois scènes de la Genèse, prend une indépendance croissante à l'égard des modèles.

### DouzeVoyants: septProphèteset cinqSibylles

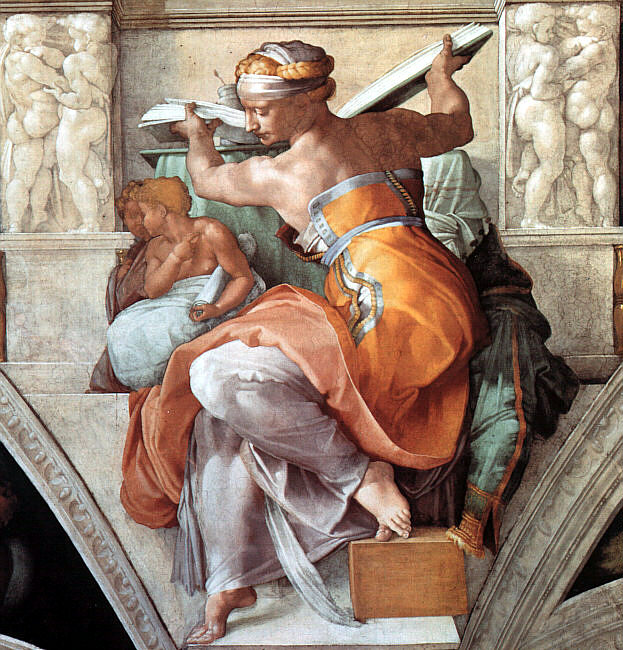
La sibylle libyque.

Les personnages les plus grands - donc les mieux mis en évidence - sont douze Voyants : des prophètes et des sibylles choisis à dessein, car ils annoncèrent la venue du Christ. Sept Prophètes d’Israël et cinq Sibylles, assis sur des sièges dans des poses plus ou moins contorsionnées, sont identifiés par des cartouches portant leur nom latin, que soutiennent des putti. Représentés sur les trônes architecturaux peints en trompe-l'œil entre les voûtains et les pendentifs, leur taille dépassent souvent de beaucoup celle des autres personnages de la voûte, soulignant de manière frappante leur importance particulière.
Les Prophètes étaient considérés comme des voyants de l'Ancien Testament qui avaient aussi annoncé la venue du Rédempteur, les Sibylles comme des voyantes de l'Antiquité dont l'interprétation chrétienne comprenait également les prophéties comme des annonces de l'avènement du Christ. Ces prophètes et sibylles ont été choisis parmi une multitude d'autres : les hommes parce que leurs prophéties sont en accord avec l'iconographie de la partie centrale, ou leur pensée en harmonie avec des évènements et des idées de l'époque, les femmes parce qu'elles sont les équivalents païens antiques des prophètes, qu'elles décrivent de façon élogieuse la Création et, d'origine non-juive, témoignent d'une croyance dans les élus de Dieu parmi lesquels naîtra le Rédempteur, pas seulement des Juifs, mais de l'Humanité.
Pour leur représentation individuelle, comme pour leur juxtaposition, Michel-Ange a pu s'appuyer sur une riche tradition remontant au Moyen Âge (Piper, 1847 ; Künstle, 1928 ; Gilbert, 1994), comme les fresques du Collegio del Cambio à Pérouse (1496-1500) dans lesquelles Le Pérugin avait combiné six Prophètes de l'Ancien Testament et six Sibylles païennes.
Leur nombre s'explique par la structure architectonique de la voûte. À l'origine, les figures des douze apôtres étaient prévues à leur emplacement. Le choix des prophètes représentés par Michel-Ange se déduit des Saintes Écritures, dans lesquelles, à côté des Livres des quatre « Grands Prophètes » (Isaïe, Jérémie, Ézéchiel et Daniel), on trouve aussi les douze « Petits Prophètes ». Le choix des trois petits prophètes Joël, Zacharie et Jonas, demeure controversé.
Grâce aux Institutions divines de Lactance, le nom des dix voyantes antiques est connu, dont Michel-Ange représente les cinq premières citées dans les éditions du XVe siècle (Gilbert, 1994). Une large tradition iconographique s'est constituée jusqu'au début du XVIe siècle, sur laquelle Michel-Ange s'est appuyé tout en la modifiant fortement. De ce fait, l'identification des modèles formels n'est pas fructueux pour les Sibylles.
Michel-Ange a donné à ses Voyants une forme nettement plus dynamique que les artistes du Quattrocento. Il les a aussi représentés feuilletant des livres, ouvrant de gros volumes, déroulant des rouleaux, écrivant ou lisant. À l'exception de Jonas, tous sont dotés de livres ou de rouleaux. Attributs aisément identifiables, les livres renvoient très généralement au fait que les visions des Prophètes et des Sibylles étaient connues par les livres ou les rouleaux.
Chacune de ces figures occupe un pendentif entre les fenêtres, au niveau des histoires plus petites ; chacune incarne le caractère du prophète ou de la sibylle choisi.
Jonas (IONAS) est placé au-dessus de l’autel (et sur sa droite pour le spectateur). Puis sont successivement représentés Jérémie (HIEREMIAS), la Sibylle de Perse (PERSICHA), Ézéchiel (EZECHIEL), la Sibylle d'Érythrée (ERITHRAEA) et Joël (IOEL). Au-dessus de la porte d’entrée (et face à Jonas) se trouve Zacharie, qui a annoncé la venue du Messie et la conversion de nombreux peuples. À gauche se succèdent la Sibylle de Delphes (DELPHICA), Isaïe (ESAIAS), la Sibylle de Cumes (CVMAEA), Daniel (DANIEL) et, enfin, la Sibylle libyque (LIBICA).

### Ignudi

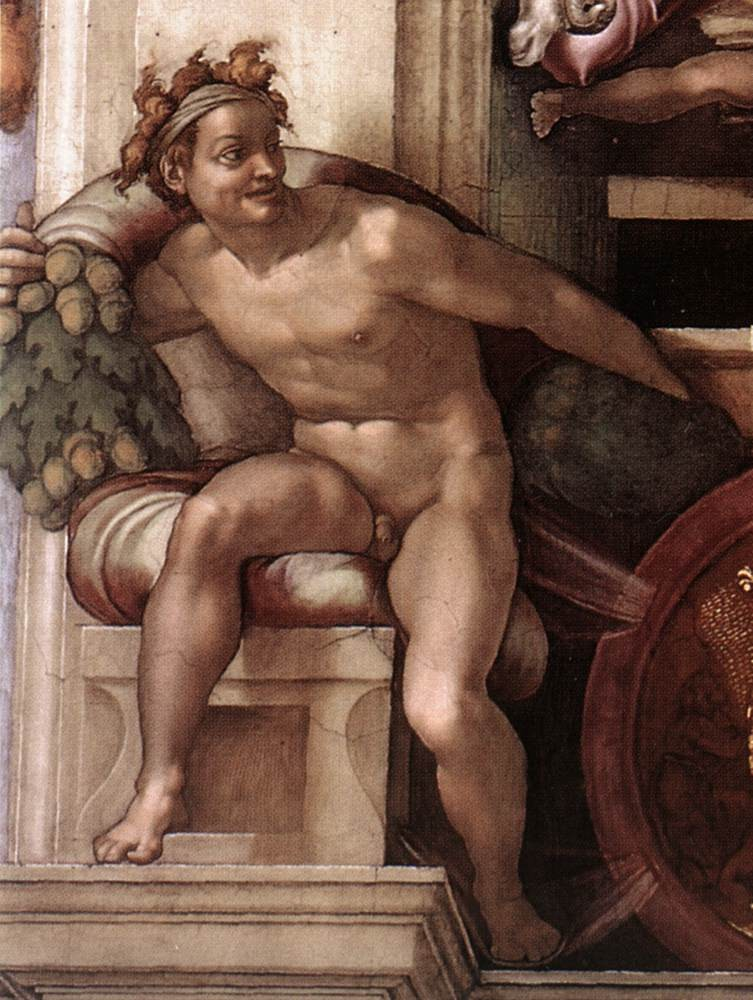
L'un des 20 ignudi.

Vingt ignudi, personnifiés par de jeunes hommes athlétiques, sont placés aux coins des scènes centrales. Ils portent divers objets ou s'en entourent, tels un ruban rose, une guirlande de glands, un coussin vert… Il n'en reste aujourd'hui que dix-neuf et la tête du vingtième dont la représentation du corps fut détruite lors de l'explosion de 1797 au château Saint-Ange.
Ils entourent les panneaux mineurs des Histoires. Leur position dominante, bien que contenue dans la structure architecturale peinte, va au-delà du simple rôle de personnages décoratifs et de la fonction héraldique indiquée par Vasari (tenant des couronnes avec des feuilles de chêne faisant allusion aux armoiries Della Rovere). Ils apparaissent plutôt comme des figures angéliques, au sens de figures intermédiaires « entre les hommes et la divinité » (Charles de Tolnay). Ils ont aussi cette beauté qui, selon les théories de la Renaissance, comme le célèbre Oratio de hominis dignitate de Jean Pic de la Mirandole, se combine avec l'exaltation des facultés spirituelles et place l'homme au sommet de la Création, fait « à l'image et à la ressemblance de Dieu ». Il a été suggéré qu'ils figuraient les versions idéales de l'homme au début de l'Humanité, Michel-Ange étant en contact avec les milieux néoplatoniciens à Florence, et ses opinions en matière de théologie n'étant pas forcément les mêmes en 1510 que celles qu'il soutint à la fin de sa vie.
Si l'on considère le déroulement chronologique de la composition (Michel-Ange commence, au-dessus de l'autel, par l'histoire de Noé et continue vers la porte d'entrée), on ne peut qu'être frappé par la liberté progressive dans la pose des ignudi : tout d'abord sagement et symétriquement assis de part et d'autre de la scène qu'ils encadrent, ils s'animent de plus en plus pour devenir presque dansants... Ils démontrent, de manière éclatante, la puissance créatrice de l'artiste.
Dans un cadre aussi religieux, à l’iconographie soigneusement choisie, le moins qu'on peut dire est qu’ils détonnent. Certains ont avancé que Michel-Ange n'ajouta ces figures qu'à cause de sa passion pour le nu masculin, et qu'elles reprennent les idées élaborées lors de son travail sur le carton de la Bataille de Cascina. Cela ne peut pas expliquer leur importance dans la composition : il est peu probable que Jules II, homme d'une grande piété et attaché aux convenances, ait accepté que la chapelle du Vatican expose les obsessions formelles de l'artiste.
Selon la Bible, les séraphins et les chérubins sont des créatures ailées, mais les anges, dépourvus d'ailes, ont une apparence humaine. Le Jugement dernier, au-dessus de l’autel, comporte quarante personnages nus qui, portant la croix, sonnant de la trompette ou appelant les morts à la résurrection, ne peuvent être que des anges. Certains en ont conclu que les Ignudi sont, eux aussi, bel et bien des anges. Ils seraient donc des messagers divins, omniprésents, mais impavides face au destin de l’Humanité, et participeraient pleinement au programme iconographique.
Dans les deux premières séries, chaque paire provient d'un seul carton retourné : en modifiant l'éclairage, chaque figure acquiert un aspect particulier. Dans la seconde série, Michel-Ange introduit des changements importants ; plus de mouvement, attitude plus complexe, de sorte que chaque figure devient une création indépendante.
Ils suscitèrent jadis la réprobation, le pape Adrien VI souhaitait même leur destruction, n'y voyant qu'« un pot-au-feu de corps nus » au plafond...

### Histoires du peuple d'Israël

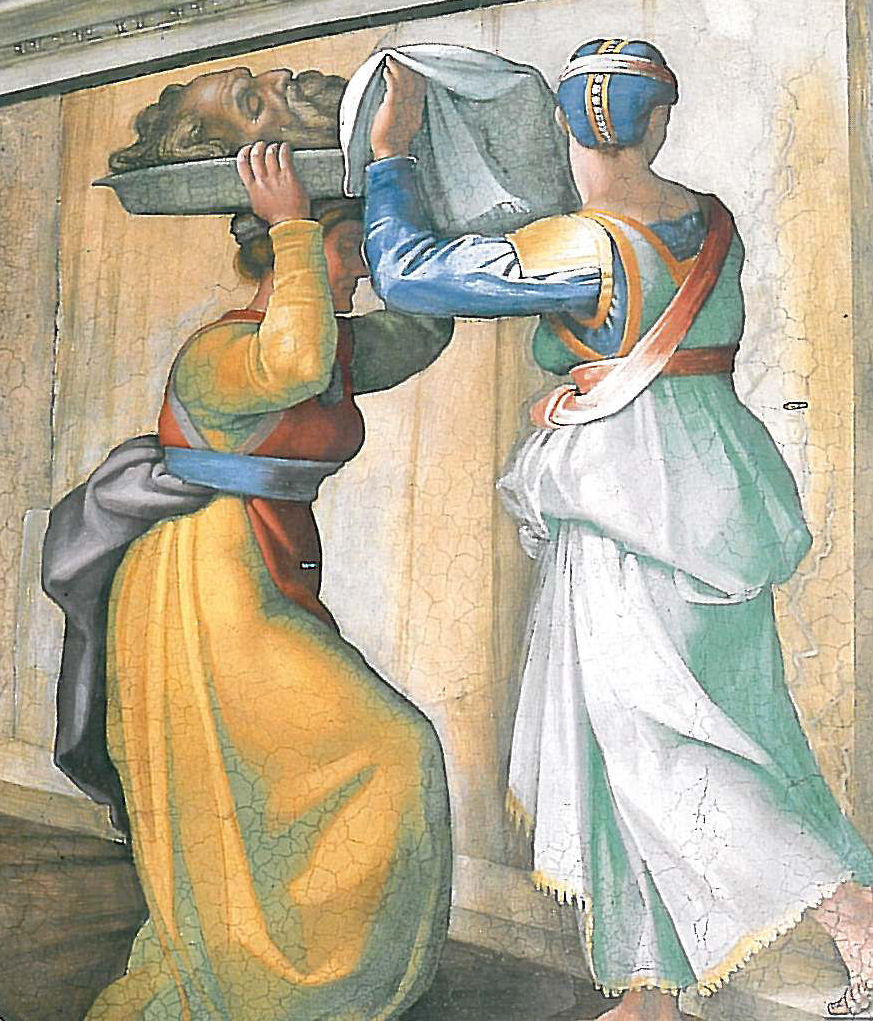
Judith portant la tête d'Holopherne.)

Dans les coins, les pendentifs sont décorés de quatre scènes bibliques, qui se réfèrent à autant d'événements miraculeux en faveur du peuple d'Israël :
- Judith et Holopherne (Judith 13, 1-10)
- David et Goliath (Samuel 17, 1-54)
- Le Châtiment d'Haman (Esther 7, 1-10)
- Le Serpent d'airain (Nombres 21, 1-9)

Du point de vue de la chronologie biblique, ces épisodes s'inscrivent dans la même époque de l'Ancien Testament que les scènes des médaillons et les ancêtres du Christ représentés dans les lunettes. Dans les pendentifs, l'accent thématique repose toutefois plutôt sur l'idée de la salvation du peuple élu, qui préfigure pour sa part l'action rédemptrice du Christ (Thode, 1980). Charles de Tolnay voit en revanche dans ces pendentifs la sphère de la mort que l'homme doit dépasser, sphère dont relèveraient aussi les lunettes. Ce point de vue est aujourd'hui considéré comme dépassé. Les représentations ont incontestablement pour thème dominant l'aide de Dieu et la foi en Dieu des individus qui sauvent le peuple élu d'un péril mortel.
La répartition des scènes entre les pendentifs a été soigneusement réfléchie : au-dessus du mur d'entrée, deux scènes de décollation traditionnellement interprétées comme des triomphes de la vertu sur le vice et l'orgueil, et au-dessus du mur de l'autel, deux représentations annonçant la crucifixion du Christ et donc la mort sacrificielle du sauveur, telle qu'elle est répétée rituellement sur l'autel. Ainsi, les images des pendentifs se voient conférer une importance exceptionnelle, comme le corroborent notamment les raccourcis audacieux et le dynamisme dramatique des figures de Michel-Ange.

### Ancêtres du Christ
Les Ancêtres du Christ se trouvent le long des seize lunettes (deux ont été détruites, il en demeure donc quatorze) et des huit voûtains. Ils représentent les quarante générations antérieures à Jésus selon la liste de l'Évangile selon Matthieu et symbolisent l'espérance et l'attente de l'Incarnation et de la Rédemption sans l'illumination divine des Voyants. Dans les lunettes, ils sont représentés de part et d'autre des fenêtres, surmontées d'un cartouche qui porte leur nom. L'ensemble est un peu désordonné : certaines lunettes comportent un ancêtre, d'autre deux, certaines trois - voire quatre ; de plus, leur succession est loin de suivre un ordre chronologique.
Les deux lunettes qui se trouvaient au-dessus de l'autel ont été détruites pour laisser place au Jugement dernier et ne sont plus connues que par des copies d'époque. Elles donnaient le coup d'envoi de cette série des Ancêtres du Christ avec les représentations d'Abraham, Isaac, Jacob et Juda, ainsi que de Pharès, Esrom et Aram. La lignée se poursuit dans la première lunette du mur sud avec Amminadab, puis sur le mur côté nord avec Naassón. De là, elle s'égrène ensuite en zigzaguant d'un mur à l'autre jusqu'au mur d'entrée, où sont représentés Jacob et Joseph, les derniers ascendants du Christ. Cette ascendance vient combler le vide généalogique entre les fresques du XVe siècle illustrant la vie du Sauveur et les épisodes du plafond de la voûte qui s'achèvent sur l'histoire de Noé.
Isolés ou en groupes, peints avec ampleur et aisance, ils sont sans doute exécutés en même temps que les parties voisines de la voûte. Ils font le lien entre celle-ci et les fresques murales.
En raison du contre-jour et de leur emplacement ingrat autour des fenêtres, qui les exposait à la pollution urbaine, ces fresques étaient les plus sales, mais aussi les plus méconnues et les moins appréciées. Ainsi, Charles de Tolnay a vu dans cette partie des fresques la sphère de l'ombre et de la mort. La restauration des années 1980 a révélé leur beauté.

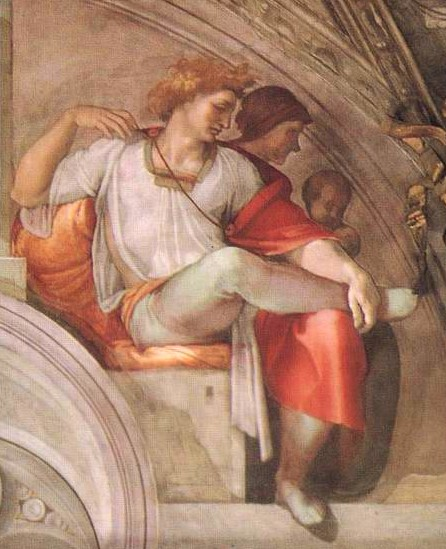
Matthan et Éléazar.

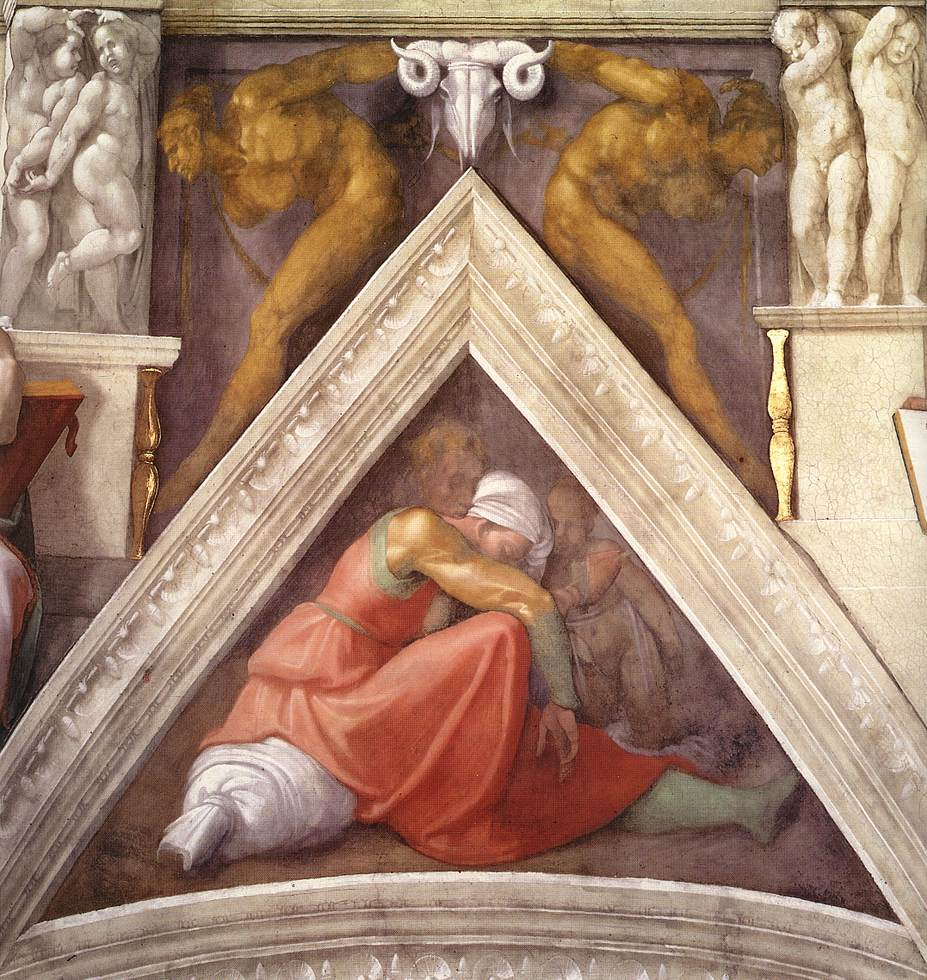
Voûtain au-dessus d'Asa, Josaphat et Joram.

Sont représentés dans les lunettes :
- Éléazar et Matthan
- Jacob et Joseph
- Azor et Sadok
- Akhim et Elioud
- Josias, Jéchonias et Salathiel
- Zorobabel, Abioud et Éliakim
- Ézéchias, Manassé et Amon
- Osias, Joatham et Achaz
- Asa, Josaphat et Joram
- Roboam et Abia
- Jessé, David et Salomon
- Salmon, Booz et Jobed
- Naasson
- Amminadab
- Abraham, Isaac, Jacob, Juda (détruit)
- Pharès, Esrom et Aram (détruit)[66]

Huit voûtains sont décorés au-dessus des suivants :
- Zorobabel, Abioud et Éliakim
- Josias, Jéchonias et Salathiel
- Osias, Joatham et Achaz
- Ézéchias, Manassé et Amon
- Roboam et Abia
- Asa, Josaphat et Joram
- Salmon, Booz et Jobed
- Jessé, David et Salomon

Ces Ancêtres relient les thèmes de l'Ancien Testament des fresques du plafond aux récits du Nouveau Testament illustrés sur le mur nord de la chapelle.
Il n'existe alors aucune représentation intégrale des Ancêtres du Christ sur laquelle Michel-Ange peut s'appuyer. Les sources d'inspiration éventuelles sont des manuscrits enluminés de l'Évangile de Matthieu, dont Michel-Ange suit l'ordre chronologique, ou les médaillons quadrilobés de Giotto dans l'église de l'Arena de Padoue (Gilbert, 1994). Dans ces représentations, plusieurs ancêtres du Christ sont identifiables par leurs attributs qui, absents dans ces lunettes de Michel-Ange, sont remplacés par de simples inscriptions qui ne permettent toutefois de tirer aucune conclusion concernant la caractérisation individuelle des ancêtres du Christ.
Les petits groupes familiaux, qui présentent un nombre comparativement élevé de femmes (Pappas, 1991 ; Gilbert, 1994), doivent plutôt être compris comme une allusion à la Sainte Famille et partant comme un élément marial (Erwin Poeschel, 2000). L'énumération des ancêtres du Christ conduit aussi à la Sainte Famille sur un plan métaphorique. Les connotations mariales des lunettes et des voûtains renvoient à la dédicace de la chapelle, l'Assomption de la Vierge, qui était d'ailleurs évoquées jusqu'en 1537 par la peinture d'autel du Pérugin montrant, précisément, l'Assomption de la Vierge.
Les inscriptions des noms des ancêtres du Christ n'apparaissent que dans les lunettes, mais se réfèrent aussi aux voûtains situés au-dessus d'elles.

### Médaillons
Les médaillons avec des histoires bibliques sont soutenus par les Ignudi,
La recherche récente (Charles Hope, 1987 ; Hatfield, 1991) montre que pour la réalisation de plusieurs médaillons, Michel-Ange est parti des gravures sur bois des éditions de 1490 et 1493 de la traduction italienne de la Bible par Malermi. Hope explique les correspondances avec ces illustrations en avançant qu'elles devaient avant tout assurer la lisibilité des récits représentés, souvent peu connus. Cette explication paraît insuffisante, car elle supposerait que le public de la chapelle Sixtine, alors composé des plus hauts dignitaires du clergé, eût été plus familier d'une Bible populaire que de la Vulgate ou des textes originaux en langue ancienne. Tous les exemples montrent aujourd'hui clairement que Michel-Ange a seulement utilisé les illustrations de la Bible malermienne comme source d'inspiration avant d'élaborer ses propres solutions.
La recherche ancienne a déjà relevé le caractère guerrier des médaillons. Leurs histoires proviennent pour la plupart de l'Ancien Testament, et plus précisément des livres des Maccabées, un groupe de combattants cléricaux de la foi qui imposèrent aussi leur mission divine par la force et qui durent avoir un intérêt particulier pour Jules II. D'une part, quelques reliques des Maccabées reposaient dans la basilique Saint-Pierre-aux-Liens, dont Jules II avait été le cardinal titulaire (Wind, 1960), d'autre part, ce pape belliqueux a pu voir en eux des modèles appropriés pour sa propre politique (Hope, 1987 ; Rohlmann, 1995).

### Nus de bronzeet autres éléments
La décoration de la voûte est complétée par quelques matières mineures, qui, malgré leur caractère secondaire, sont toujours de la main du maître ou, en cas de recours aux aides lors de la première phase du cycle, qui ont été conçues par lui. Parmi ces sujets de remplissage, les Nus de bronze, qui remplissent les espaces triangulaires entre les voiles et les panneaux principaux, les putti présentés comme des cariatides et les putti qui tiennent une plaque sous chaque prophète ou sibylle (sauf sous Jonas et sous le prophète Zacharie, où se trouvent les armoiries Della Rovere).
Les Nus accompagnent les Prophètes et les Sibylles. Dans le cadre de son interprétation néoplatonicienne, Tolnay les comprend comme des « génies » athlétiques représentant la face sombre ou lumineuse de l'homme. Kuhn (1975) les tient pour des esprits prophétiques par lesquels Michel-Ange aurait voulu traduire la vie intérieure des Prophètes et des Sibylles. D'une façon générale, ils peuvent être compris comme des êtres qui, un peu comme les anges auxquels ils s'apparentent (Piper, 1847), agissent en qualité d'esprits inspirateurs et instances médiatrices de la lointaine divinité. Par exemple, le génie de la Sibylle érythréenne lui apporte l'illumination divine par le truchement d'un flambeau.

## Restauration

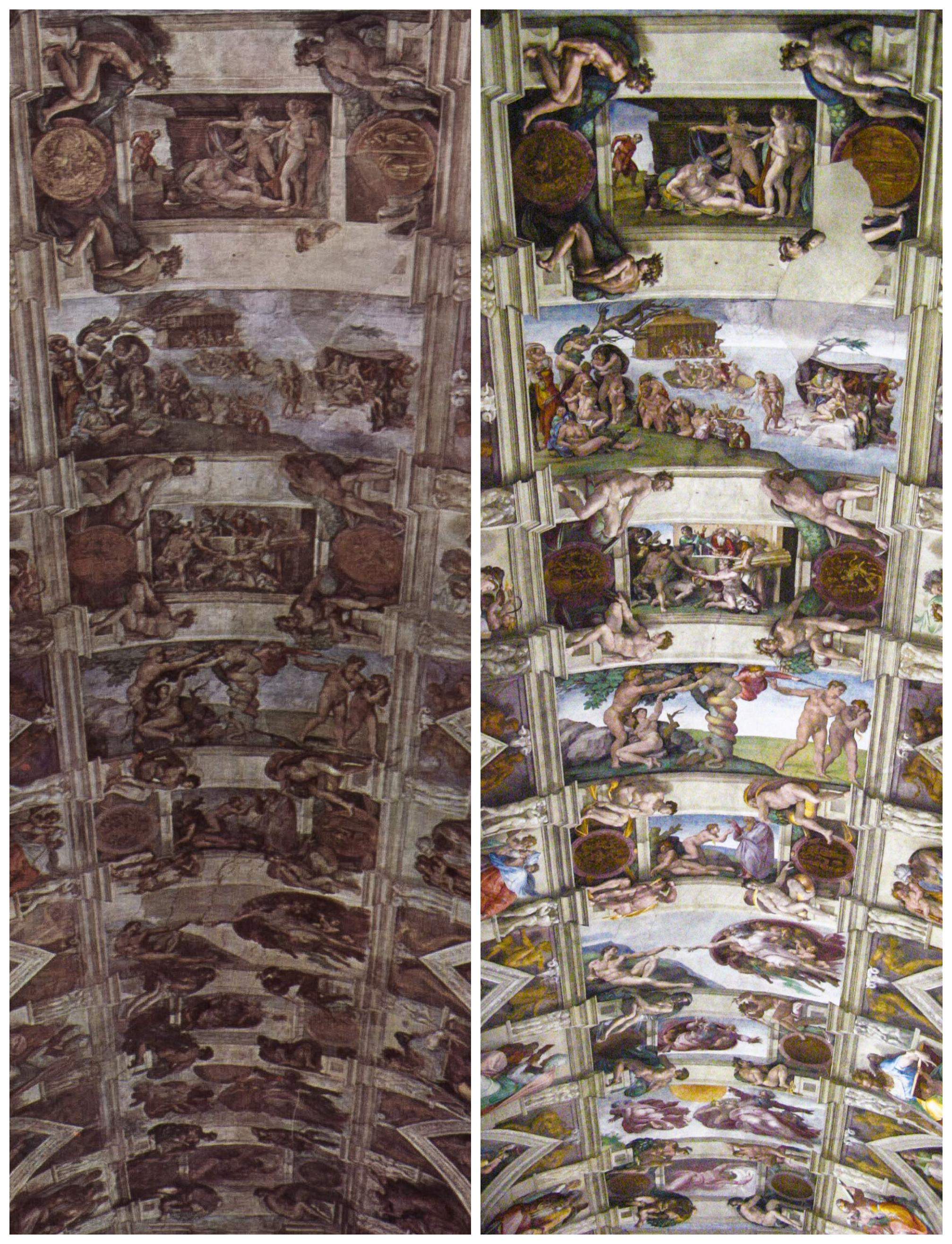
Comparaison du plafond de la chapelle Sixtine avant et après la restauration de 1984-1994.

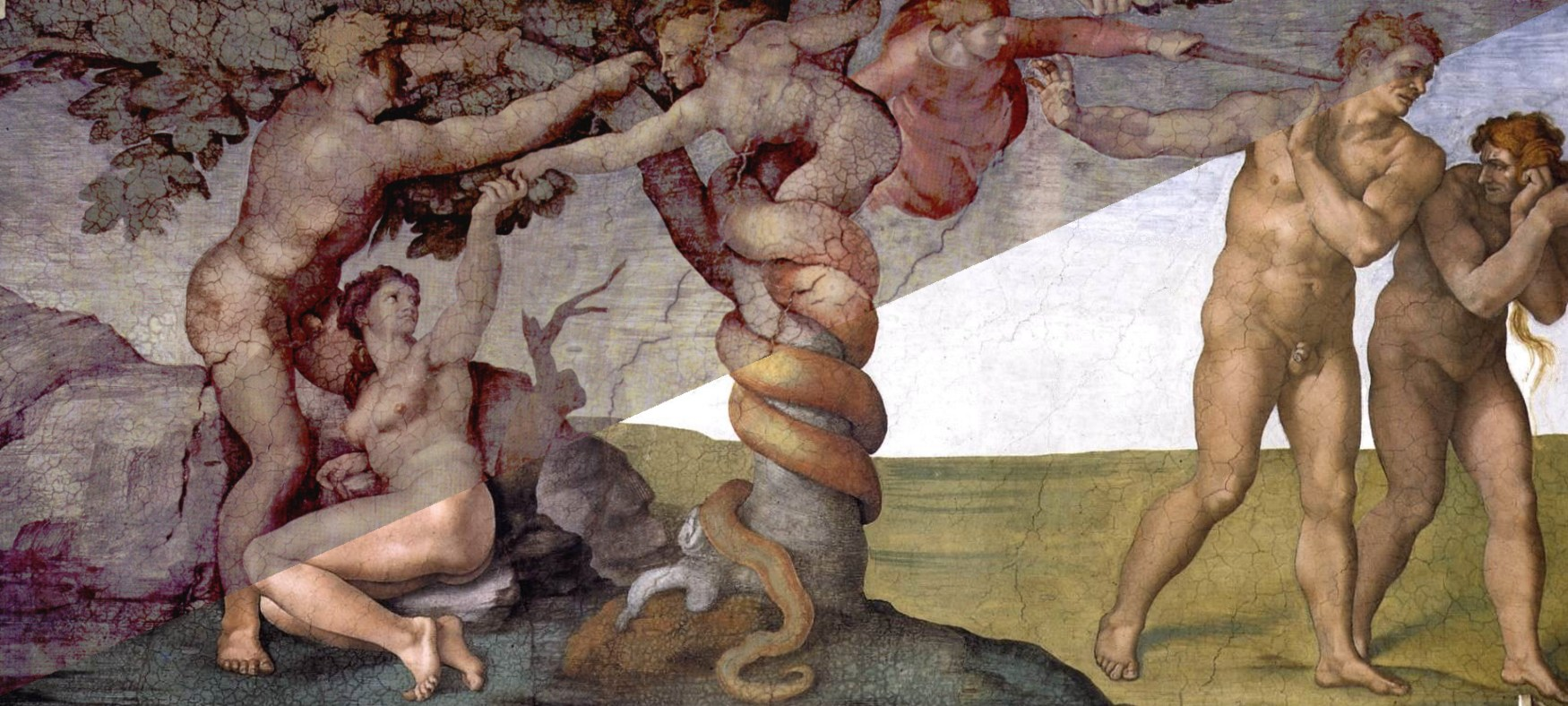
La Chute et L'Expulsion d’Adam et Ève du paradis terrestre. États avant (à gauche) et après (à droite) restauration.